# Teen Wolf (Fernsehserie)
Teen Wolf ist eine US-amerikanische Fernsehserie, die vom 5. Juni 2011 bis 24. September 2017 auf MTV (USA) ausgestrahlt wurde. Die Serie basiert auf dem gleichnamigen Film aus dem Jahr 1985 und dreht sich um den Teenager Scott McCall, der von einem Werwolf gebissen wird und nun mit seinem neuen Leben inmitten der Welt des Übernatürlichen zurechtkommen muss. Handlungsschauplatz der Serie ist die fiktive nordkalifornische Stadt Beacon Hills.

## Handlung

### Staffel 1
Scott McCall ist ein Außenseiter an der Beacon Hills High School und kämpft sich mehr schlecht als recht mit seinem besten Freund Stiles durch den Schulalltag. Nachdem er eines Abends im Wald von einem Wolf angegriffen und gebissen worden ist, bemerkt er kurz darauf, dass sein Körper seltsame Fähigkeiten entwickelt. Er erkennt, dass er sich bei Vollmond in einen Werwolf verwandelt und außerdem über übernatürliche Stärken verfügt, welche ihn zum neuen Lacrosse-Star der Schule machen. Von dem geheimnisvollen Derek Hale, einem reinrassigen Werwolf, dessen Familie sechs Jahre zuvor während eines Feuers ausgelöscht wurde, erfährt er, dass dieses neue Leben nicht nur positive Seiten hat: Scott muss sich von nun an neben seinem Teenager-Alltag auch noch mit allerlei Problemen der übernatürlichen Welt auseinandersetzen. Zudem verliebt er sich in Allison Argent, Nachkommin einer langen Linie von Werwolfjägern. Das hält ihn jedoch nicht davon ab, sich mit ihr zu treffen, denn noch weiß sie nichts von ihrer Familiengeschichte und seiner Werwolfseite. Der Werwolf, der Scott im Wald gebissen hat und ein Alpha ist, will ihn unbedingt in sein Rudel aufnehmen. Um dieses Ziel zu erreichen, terrorisiert er Scott und sein Umfeld. Später stellt sich heraus, dass es sich bei diesem Wolf um Dereks Onkel Peter handelt. Allison erfährt durch ihre Tante Kate von ihrem Familienerbe und dass Scott ein Werwolf ist. Im Staffelfinale treffen die Jäger und die Werwölfe aufeinander. Weil Peter herausgefunden hat, dass Kate damals das Haus der Hales angezündet hat, bringt er sie um. Am Ende tötet Derek Peter und wird dadurch selbst zum Alpha.

### Staffel 2
Allisons krebskranker Großvater Gerard Argent kommt in die Stadt, um den Tod seiner Tochter Kate zu rächen. Derek, nun Alpha-Werwolf, beginnt mit der Rekrutierung eines Rudels, zu dem auch Isaac Lahey gehört. Lydia leidet an chronischen Halluzinationen und zeitweisem Gedächtnisverlust, seitdem sie von Peter gebissen worden ist und dies überlebt hat, ohne ein Werwolf zu werden. Ihre Visionen handeln von einem Mann, der sich als Peter herausstellt, und einer Blume mit Dornen. Derek erfüllt Jackson seinen lang gehegten Wunsch, ein Werwolf zu werden. Nach dem Biss zeigt dieser zunächst keine Anzeichen einer Verwandlung in einen Werwolf, sondern Nebenwirkungen, bei denen ihm schwarzes Blut aus der Nase und den Ohren läuft. Stattdessen stellt sich bald heraus, dass er sich in einen Kanima verwandelt. Von außen befehligt und somit willenlos, tötet Jackson zahlreiche Menschen. Stiles, Derek und Scott versuchen daraufhin herauszufinden, wer hinter Jackson die Fäden zieht. Später finden sie heraus, dass Matt hinter allem steckt, doch Gerard bringt ihn um. Allison und Scott bemühen sich derweil, ihre Beziehung vor Allisons Familie geheim zu halten. Peter kann mit Lydias Hilfe wieder zum Leben erwachen. Allisons Mutter begeht Selbstmord, um der Verwandlung zu entgehen, nachdem sie von Derek gebissen worden ist. Allison will deswegen Derek töten und alles, was sich in ihren Weg stellt. Scotts Mutter erfährt, dass ihr Sohn ein Werwolf ist. Im Staffelfinale passieren viele Dinge gleichzeitig: Es stellt sich heraus, dass sich Gerard in einen Werwolf verwandeln lassen will, um seine Krankheit zu heilen, doch da Scott ihm vorher ein Werwolfgift verabreicht hat, wird er unheilbar krank. Außerdem kann Lydia Jackson in einen normalen Werwolf verwandeln, da er zu ihr eine besondere Bindung hat. Allison und Scott trennen sich. Am Schluss erscheint eine Triskele auf dem Hale-Haus, welche ein neues Rudel aus Alphas ankündigt.

### Staffel 3
Erste Hälfte (3a)
Ein Rudel von Alpha-Werwölfen unter der Führung von Deucalion erreicht die Stadt. Sie entführen die Flüchtigen Boyd und Erica, um Derek an sich zu binden. In der Zwischenzeit kommt es zu zahlreichen mysteriösen Morden. Zu diesen kann Stiles recht schnell eine Theorie entwickeln, laut der es sich bei der Mordserie um rituelle Opferungen durch den Darach handelt, einen ehemaligen Druiden. Derek verliebt sich derweil in die neue Englischlehrerin Jennifer Blake, die zu seinem Leidwesen der Darach ist. Deucalion hat es in der Zwischenzeit auf Scott abgesehen, der das Potenzial eines „Wahren Alphas“ in sich trägt, und versucht, ihn an sich zu binden. Scotts Mutter sowie Stiles und Allisons Vater werden vom Darach entführt, da diese sie als die letzten Opfer auserkoren hat, weswegen Scott sich notgedrungen Deucalion anschließt.
Zweite Hälfte (3b)
Es erscheinen plötzlich sogenannte Oni in der Stadt, die auf der Suche nach einem Nogitsune sind und diesen eliminieren wollen. Derweil ist zu Scotts Gruppe eine neue Schülerin namens Kira Yukimura dazugestoßen, die schon sehr bald in die Welt des Übernatürlichen eintaucht und wie sich später herausstellt eine Kitsune ist. Stiles Körper ist indes von dem Nogitsune in Besitz genommen worden, der nur zum Ziel hat, Zorn, Zwietracht und Chaos zu verbreiten. Dem Nogitsune gelingt es derweil, Lydia zu entführen. Bei dem Versuch, sie zu retten, wird Allison von einem Oni tödlich verletzt und stirbt in Scotts Armen. Als die übrigen Freunde versuchen, den Nogitsune zu vernichten, wird Aiden im Kampf mit einem Oni erstochen. Lydia, Kira, Stiles und Scott gelingt es, bis zum Nogitsune vorzudringen. Während Lydia und Stiles ihn ablenken, beißt ihm Scott in den Arm und ändert so den Körper des Wirts. Der Nogitsune taumelt zurück und wird von Kira mit einem Schwert durchbohrt. Daraufhin löst er sich in Staub auf und stirbt.
Am Ende der Staffel erfährt Derek, dass Kate Argent (siehe Staffel 1) nicht etwa von Peter umgebracht wurde – wie alle angenommen hatten –, sondern der Schnitt in ihren Hals mit Peters Krallen sie in einen Werjaguar verwandelt hat. Die Staffel endet damit, dass Kate Derek entführt.

### Staffel 4
Scott, Stiles, Lydia, Malia und Kira reisen nach Mexiko, um Derek von den Calaveras – einer mexikanischen Jäger-Familie – zu befreien. Es stellt sich heraus, dass diese genauso wenig über Dereks Aufenthaltsort wissen wie Scotts Freunde. Die Anführerin der Calaveras, Araya, erklärt Scott, dass Kate noch am Leben ist und dass sie vermuten, dass diese Derek entführt hat. Scott und Braeden finden Derek hinter einer Wand im Gewölbe einer alten Kirche in einer verlassenen Wüstenstadt. Derek wurde zuvor von Kate in einen Teenager verwandelt. Zurück in Beacon Hills finden die fünf heraus, dass Kate und Derek früher ein Paar waren und Kate ihn deshalb in einen Teenager verwandelt hat, weil er ihr in diesem Alter noch vertraute. Mit seiner Hilfe öffnet Kate den Zugang zur Hale-Gruft, um die Triskele an sich zu nehmen, mit deren Hilfe sie ihre Verwandlung kontrollieren will. Peter holt die beiden ein und erklärt Kate, dass es sich bei der Triskele um ein wertloses Stück Plastik handelt, das nur mithilfe des Placebo-Effekts Wirkung zeigt. Kurz darauf wird die Gruft mit Rauchbomben beworfen. Kate gelingt es zu fliehen, während ein Unbekannter Papiere aus dem Tresor der Hales stiehlt.
Malia und Scott treffen ein wenig später auf einen Berserker und schaffen es nicht mehr zu fliehen. Derek kommt ihnen zu Hilfe und verwandelt sich im Kampf wieder in sein erwachsenes Ich. Kurze Zeit darauf kommt es in Beacon Hills zu grausamen Familienmorden. Stiles und Scott finden heraus, dass der sogenannte „Wohltäter“ (engl. Benefactor) dahinter steckt. Er will sämtliche übernatürlichen Personen umbringen und engagiert dafür verschiedene Auftragskiller. Lydia findet eine Todesliste, auf der auch ihre Namen stehen.
Während Scott versucht, alle übernatürlichen Personen zu retten, versuchen Stiles und Lydia herauszufinden, wer der Wohltäter ist und wie man die Todesliste stoppen kann. Sie finden heraus, dass Lydias Großmutter ihr einen Code hinterlassen hat, und nehmen an, dass Lydias Großmutter noch am Leben und der Wohltäter ist. Als sie aber einer weiteren Spur folgen, bringt sie das zum Eichen-Haus, wo Stiles und Lydia fast von Branskin umgebracht werden, doch der wird nur von Meredith kontrolliert – dem wahren Wohltäter. Als Lydia versucht Meredith zur Rede zu stellen, sagt sie, sie will nur mit einem reden, nämlich Peter. Währenddessen ist die Todesliste immer noch aktiv und Scott und Kira versuchen alle übernatürlichen Personen zu retten, dabei treffen sie auf Satomies Rudel. Sie wollen das Rudel in einem alten Lagerhaus mithilfe von Mr. Argent verstecken, doch als es Nacht wird, werden sie schon von einem professionellen Jägerteam angegriffen. Doch Stiles und Malia gelingt es, die Todesliste zu stoppen. Als Peter mit Meredith reden will, finden er und Lydia heraus, dass die ganze Idee von der Todesliste Peters Einfall war. Als er im Koma lag, war er direkt neben Meredith und sie konnte seine Gedanken hören, doch er kann sich an nichts mehr erinnern. Als alles zu Ende ist, will jeder wieder sein Leben weiterleben, doch Lydia hat das Gefühl, dass jemand sterben wird. Als Scott und Kira ein romantisches Date haben, werden sie von Kate und ihren Berserkern angegriffen. Kate entführt Scott und Kira nach Mexiko und verwandelt Scott in einen Berserker. Liam, Stiles, Malia, Peter und Derek beschließen Scott zu retten, Peter hat aber andere Gedanken im Kopf, er will Scott töten und selbst wieder zum Alpha werden, als Scott dann kurz davor ist, die Kontrolle zu verlieren und seinen ersten Beta – Liam – zu töten, grinst Peter. Dieses Grinsen verschwindet jedoch sofort wieder, als Scott seine Berserker-Rüstung abwirft, ihn anschaut und allen erzählt, dass alles die Idee von Peter war. Beide fangen an zu kämpfen, und Scott gewinnt mit dem letzten vernichtenden Schlag, der Peter bewusstlos macht.
Am Ende wird Kate von ihrem Bruder in einem der Käfige angeschossen, in dem sie nach Dereks Angriff als Wolf Zuflucht suchte. Sie flüchtet und Chris geht mit den Calaveras, um sie zu finden.
Peter wird ins Eichen-Haus verlegt.

### Staffel 5
Erste Hälfte (5a)
Die Staffel 5 beginnt mit einer Szene im Eichen-Haus (Psychiatrie). Lydia wird versucht etwas zu spritzen, diese reagiert mit einem Banshee-Schrei. Außerdem fällt auf, dass sie sehr gut kämpfen kann. Am Ende des Intros sieht man Aiden, der bereits tot ist. Die Staffel findet somit in einer Rückblende statt, da nach dem Intro die eigentliche Handlung zu einem früheren Zeitpunkt startet. Am Anfang befindet man sich in der Nacht vor dem ersten Schultag. Die Schüler treffen sich in der Schule, um dort in einem Bücherregal traditionell ihre Initialen hineinzuschreiben. Zuvor wird Scott von einem werwolfähnlichen Mann angegriffen. Dieser kann mit seinen Krallen die Kraft eines wahren Alphas absorbieren. Dieser kann von Scott, nach dem sein Rudel auftaucht, besiegt werden. Währenddessen taucht Theo auf. In der Grundschule waren Scott, Stiles und Theo gute Freunde. Dieser ist nicht so unschuldig, wie er scheint, da in Folge 4 gezeigt wird, dass er den „Dread Doctors“ hilft.
Letztendlich kommen die Freunde an der Schule an und unterschreiben dort. Stiles sieht die Initialen von Derek Hale. Scott schreibt abgesehen von seinen Buchstaben auch die von Allison Argent auf. In den weiteren Folgen erfährt man, dass die Dread Doctors einige Teenager in Mischwesen, sogenannte Chimären (engl. Chimera), verwandeln. Diese töten Menschen unbewusst. Deputy Jordan Parrish entsorgt diese Leichen, ebenfalls unbewusst, und verbrennt sie auf dem Nemeton. Die Antagonisten dieser Staffel tragen Masken und verändern die Regeln der übernatürlichen Welt. Malia erfährt am Ende, dass ihre Mutter, der Wüstenwolf, nach ihr sucht und sie töten will. Liams Freundin Hayden stirbt und Scott wird von Liam angegriffen und stark verwundet, bevor Liam Scott töten kann, kommt Liams bester Freund Mason und erzählt Liam von Haydens Tod und Liam geht tieftraurig zur toten Hayden. Da Scott nicht von Liam umgebracht wurde, er aber in Theos Zukunftsvorstellung nicht vorhanden sein soll, muss Theo ihn selber töten, kann aber noch rechtzeitig von seiner Mutter wiederbelebt werden. Der Sheriff wird von Stiles schwer verletzt aufgefunden. Theo paralysiert Lydia und belebt daraufhin beim Nemeton Hayden, Tracy, Corey und Josh wieder, die nun mit ihm sein eigenes Rudel bilden.
Zweite Hälfte (5b)
Nachdem Scott wiederbelebt wurde, heilen seine Wunden nicht. Das Rudel ist zerbrochen und Stiles’ Vater droht zu sterben. Lydia wird auf den Wunsch ihrer Mutter ins Eichenhaus eingeliefert, währenddessen sucht Malia mit Braeden den Wüstenwolf und Liam fühlt sich schuldig und möchte erstmal nicht mehr mit Scott reden. Stiles’ Vater kann letztendlich gerettet werden und Chris kommt zurück nach Beacon Hills, um Scott und seinen Freunden zu helfen. In der Zwischenzeit ist der letzte Chimäre, ein Erfolg der Dread Doctors, in Beacon Hills unterwegs und tötet immer mehr Menschen. Stiles und Scott versöhnen sich nach einem Gespräch zwischen dem Sheriff und Stiles und versuchen dann das Rudel wieder zu vereinen. Lydia ist immer noch paralysiert im Eichen-Haus und kriegt fortan Hilfe von Meredith. Malia und Braeden sind weiterhin zu beschäftigt mit dem Wüstenwolf und Kira ist nun mit ihrer Mutter in der Wüste, um bei den Skinwalkers zu lernen, wie sie ihre Kräfte kontrollieren kann. Außerdem beschließt Liam nach einem Gespräch mit Mason, dass er sich bei Scott entschuldigen möchte. Scott weist ihn zunächst ab und rettet dann mit Stiles Kira und ihre Mutter aus der Wüste. Da Kira die Aufgabe der Skinwalker nicht richtig erledigt hat, wollten sie, dass Kira eine von ihnen wird. Der Wüstenwolf kommt mit Deaton nach Beacon Hills, wo ein Kampf zwischen ihr und Malia ausbricht. Es kommt heraus, dass Corinne (der Wüstenwolf) ihre Kräfte von Malia zurückhaben will. Deaton kann sie in letzter Sekunde davon abhalten, Malia zu töten, da kein Vollmond ist. Theo, der inzwischen sein eigenes Rudel hat, hat Deucalion, der wieder erblindet ist, zurück nach Beacon Hills geholt. Auch er hat einige Probleme, denn Hayden und Corey möchten nicht wirklich in seinem Rudel sein. Hayden wäre lieber bei Liam und Corey ist zu ängstlich. Nur Josh und Tracy scheint das Töten zu gefallen. Nachdem Malia und Liam sich auch wieder dem Rudel angeschlossen haben, machen sie alle einen Plan, um Lydia wieder aus dem Eichen-Haus zu holen, bevor Dr. Valack sie töten kann. Der erste Versuch scheitert und Lydia wird von Valack entführt. Corey wurde lebensgefährlich von Parrish verletzt und Kira hat ihre Kräfte immer noch nicht unter Kontrolle. Sie können Lydia mit Hilfe von Stiles und Parrish retten und kommen aus dem Eichen-Haus raus, nachdem Mason und Hayden den Strom wieder angestellt haben. Das Rudel findet heraus, dass sich unter dem Biest ein Teenager verbirgt, es jedoch nicht weiß. Der erste Mensch unter dem Biest will nun wieder heraus, und nachdem das geschieht, wird der Teenager unter dem Biest verschwunden sein. Gerard, der von seinem Sohn wieder geheilt wurde, erzählt Lydia die Geschichte, wie die Argent-Vorfahrin Marie-Jeanne Valét das erste Biest, ihren eigenen Bruder Sebastien, getötet hat. Außerdem kommt heraus, dass Parrish eigentlich bereits tot ist, er wurde im Krieg von einer Explosion getötet. In dem Moment, als damals Scott, Stiles und Allison das Risiko der Dunkelheit, um den Nemeton zu finden, auf sich genommen haben, wurde er von dem Höllenhund wiederbelebt. Das Biest greift die Schule an und es stellt sich heraus, dass Mason das Biest ist, da er auch eine Chimäre ist. Corey nimmt ihn aber mit, bevor Scott ihm alles erklären kann. In der Zwischenzeit tötet Theo Josh, nachdem Deucalion ihm erzählt hat, dass er so neue Kräfte gewinnen kann. Mason wird von den Dread Doctors entführt, verwandelt sich in das Biest und tötet die Dread Doctors. Das Biest wiederum verwandelt sich plötzlich zurück in Sebastien Valét, was bedeutet, dass Mason für immer weg zu sein scheint.
Im Staffelfinale sind Chris, Gerard und Parrish und Scott, Liam und Lydia auf der Suche nach dem Biest, um Sebastien zu töten bzw. Mason zu retten. Kira fährt in der Zwischenzeit zurück in die Wüste zu den Skinwalkern, um mit deren Hilfe Mason zu retten und Theo zu töten. Die sagen ihr aber, dass das nicht ohne einen Preis passieren wird. Malia kämpft derweil mit ihrer Mutter und Theo tötet Tracy. Das Rudel findet heraus, dass Lydia Mason retten kann, indem sie seinen echten Namen schreit. Es kommt des Weiteren heraus, dass Deucalion die ganze Zeit mit Scott zusammenarbeitete, eigentlich gar nicht blind ist und Chris in deren Plan eingeweiht war. Er wendet sich gegen seinen Vater. Lydia und Hayden werden im Kampf mit Sebastien verletzt, Lydia kann aber durch Melissa rechtzeitig wieder versorgt und geheilt werden. Hayden sucht Zuflucht bei Deaton. Theo hat vorher Lydia in einen unteren Tunnel geschubst, anschließend bricht Deucalion ihm das Genick. Er stirbt nicht, bleibt aber zum Heilen vorerst liegen. Deucalion wird von Gerard angeschossen. Es kommt zum finalen Showdown zwischen Liam, Scott, Parrish und Sebastien. Kira holt in der Zwischenzeit Lydia aus den Tunneln. Lydia schreit Masons Namen und Sebastien verwandelt sich zurück in Mason. Parrish kann das Biest töten und die Freunde wähnen sich in Sicherheit – bis Theo auftaucht. Kira wehrt sich gegen seinen Angriff und richtet ihm aus, dass die Skinwalker eine Nachricht für ihn haben, seine Schwester will ihn sehen. Sie rammt ihr Schwert in den Boden und Theos Schwester kriecht heraus und zieht ihn mit sich. In der Zwischenzeit hat Malia mit Hilfe von Stiles ihre Mutter besiegt, indem sie ihre Kräfte gestohlen hat. Am Ende wird Stiles von seinem Vater im Polizeidienst begrüßt, Hayden wurde von Scott zum Werwolf gemacht, Mason lebt, Chris verarztet seinen Vater und verlässt ihn dann, Kira geht mit den Skinwalkern, um ihre Kräfte kontrollieren zu lernen, Stiles erzählt Lydia davon, dass Sebastien Visionen von Allison bekam und sie so auch im Tod Scotts Leben gerettet habe. Scott geht zurück zum Bücherregal und guckt sich ihre Unterschriften an. Dann setzt er sich zu Lydia und Stiles. Später sieht man, dass ein Nazi-Werwolf, der früher in der Staffel erwähnt wurde, nun entkommen ist.

### Staffel 6
Nachdem die Bestie besiegt ist, gehen alle ihrem Alltag nach. Doch als Hayden und Liam zu ihrem ersten wirklichen Date aufbrechen wollen, rollt ein fahrerloses Auto gegen einen Baum und ein Junge springt verängstigt aus dem Fahrzeug und sagt zu den beiden, dass sie es nicht zulassen sollen, dass sie ihn holen kommen. Große Verwunderung macht sich bei Scott und seinen Freunden breit, da sie nicht wissen, womit sie es hier zu tun haben. Als Stiles mit Lydia darüber spricht, fällt ihr ein Lied ein „Riders on the Storm“. Plötzlich wird Stiles klar, es handelt sich um Geisterreiter, die Menschen oder jegliche Gestaltwandler in die sogenannte „Jagd“ bringen, um sie nicht zu töten, sondern komplett aus der Realität entfernen, so, dass sich niemand mehr an diese Person erinnert, wobei fast immer ein Relikt von ihnen in der Welt zurückbleibt. Stiles ist der erste, der vergessen wird und die Geisterreiter haben ihn geholt. Parallel dazu ist der Nazi-Werwolf als Lehrer an der BHHS tätig.
Im weiteren Verlauf versuchen Scott und sein Rudel all die zu beschützen, die bedroht sind, von den Geisterreitern geholt zu werden. Nach und nach kann sich Lydia minimal daran erinnern, dass jemand aus ihrem Gedächtnis gelöscht wurde, weiß aber zunächst nicht wer. Dazu wurde plötzlich Claudia, Stiles Mutter, von der Jagd ins Leben gerufen, um die Leere von Sheriff Stilinski zu füllen, damit er sich nie mehr an Stiles erinnern kann. Lydia versucht sich in Hypnose zu versetzen, um den Vergessenen zu finden. Sie schrieb wie wild auf ein Stück Papier „Missetat“, wobei die Wörter so angeordnet sind, dass sie das Wort Stiles ergeben. Niemand glaubt ihr richtig, dass Stiles real ist.
Währenddessen geschehen seltsame Morde, in denen die Zirbeldrüse (ein Teil des Gehirns) der Opfer fehlen. Scott und seine Freunde versuchen einen Geisterreiter zu fangen, um herauszufinden, wie sie ihre Freunde retten können. Dank Mason wissen sie, wie sie es anstellen müssen. Die Geisterreiter kommen auf Blitzen und sind für Nichtbetroffene unsichtbar. Da kam die Idee einen Blitzableiter zu nutzen. Aber um so viel Energie kontrollieren zu können, die die Blitze haben, bedarf es einer besonderen Macht, der Macht von Theo. Liam und Hayden versuchen zusammen mit Mr. Douglas, dem neuen Lehrer, einen Ableiter zu bauen, und weihten ihn in die Welt des Übernatürlichen ein, wobei er über alles Bescheid wusste. Liam bringt Theo mit Hilfe von Kiras Schwert wieder zurück.
In der Jagd trifft Stiles auf Peter. Beide versuchen aus der Jagd auszubrechen, aber es gelingt vorerst nur Peter, da er übernatürlich ist und bei dem Versuch heilen wird. Vollkommen verbrannt ist Peter wieder in der realen Welt und hat dabei Stiles Schlüssel in der Hand. Malia und Scott finden ihn und wissen erst nicht, wer das ist, bekommen aber plötzlich alle Erinnerungen an ihn wieder. Als Scott und Lydia in Stiles Auto sind, hören sie eine Stimme über den Polizeifunk. Es ist Stiles, sodass sie nun fest daran glauben, dass Stiles real ist.
Nach einiger Zeit stellen alle fest, dass die Jagd eine Stadt nach der anderen zu einer Geisterstadt macht, aber eine verlorene Seele zurücklässt, die eine Banshee ist. Diese Macht möchte sich Mr. Douglas zunutze machen, da er es schon einmal probiert hat, die Geisterreiter zu nutzen, um den 2. Weltkrieg zu gewinnen. Er kontrolliert den Höllenhund Parrish und aus Beacon Hills sind bis auf Scott, Liam, Lydia, Malia und Theo alle geholt worden. Dadurch, dass Malia, Scott und Lydia versuchen, sich durch eine emotionale Verbindung an Stiles zu erinnern, um ihn wieder in die reale Welt zu holen, sind sie fast gestorben. Aber ihr Bemühen zahlt sich aus, denn Stiles ist zurück. Scott und Stiles versuchen den Nazi aufzuhalten, damit er Beacon Hills nicht zu einer Geisterstadt werden lässt.
Am Ende schaffen sie es alle aus der Jagd zu befreien, haben aber dafür eine neue Bedrohung freigelassen.
Für Scott, Stiles, Lydia und Malia ist die Schule nun vorbei. Während Scott den Sommer über als Assistenz-Lacrosse-Coach mit Coach Finstock zusammen arbeitete, bereitete sich Lydia auf das College vor, Stiles wurde in das FBI Schüler Programm aufgenommen und hat die Stadt bereits verlassen. Malia ist überglücklich Beacon Hills endlich verlassen zu können, um nach Paris zu reisen.
In der Zwischenzeit hat die neue Schulrektorin – Mrs. Martin – Liam, Mason und Corey in die zwölfte Klasse, und somit ihr letztes Schuljahr, versetzt. Während Mason und Corey sich auf ihr sogenanntes „Senior Year“ freuen, ist Liam von dem Umzug – und somit der Trennung – von seiner Freundin Hayden geplagt. Da sie sein Anker war, hat er inzwischen wieder Probleme seine Wut zu kontrollieren. Am letzten Tag von den Sommerferien sehen Liam, Scott und das Lacrosse-Team einen blutigen Wolf auf das Spielfeld laufen und dann wieder verschwinden. Als Scott und Liam dem Tier folgen, finden sie einen ganzen Haufen toter Wölfe im Wald versteckt.
Die komischen Tier-Ereignisse nehmen in der Zwischenzeit nicht ab. An ihrem ersten Schultag laufen Ratten in der Schule herum, die Liam und Mason dann später in den Tunneln unter der Stadt wieder tot auffinden. Die beiden bemühen sich, diese Sache allein zu bewältigen, da sie so etwas von nun an generell ohne Scott, Stiles, Lydia und Malia machen müssen, können sich aber keinen Reim darauf machen. Außerdem müssen sich Liam, Mason und Corey mit der neuen und durchaus neugierigen Vertrauenslehrerin Tamara Monroe herumschlagen. Parrish muss derweil einen zweiten Höllenhund namens Hallwyn bekämpfen. Er kann ihn mit Hilfe von Liam und Mason vertreiben. Hallwyn wird später von Monroe getötet.
Die Jungs finden, während die drei nach dem neuen Spieler Aaron suchen, nach einem Lacrosse-Testspiel eine unerkennbare Leiche im Umkleideraum der Jungen. Es ist allerdings scheinbar nicht Aaron, da sie den Jungen kurze Zeit später beim Lernen in einem Klassenzimmer vorfinden.
Dann verschwindet auch noch Liams alter Schulkamerad Brett, nachdem er bei dem Testspiel geholfen hatte. Seine Schwester Lori fleht das Rudel an, ihr zu helfen, ihn zu finden. Scott, Malia und Liam stellen sich bereit bei der Suche zu helfen. Es stellt sich schnell heraus, dass die Vertrauenslehrerin, Ms. Monroe, Brett mit der Hilfe von Gerard durch die Tunnel jagt, um ihn zu töten. Liam und Lori finden Brett, allerdings ist dieser schon vergiftet worden, weswegen sie ihn schnell aus den Tunneln holen müssen. Dies alles war eine Falle, da nun ein weiterer Jäger auf der Straße auf die drei wartet. Da Brett und Lori zuerst hinauf geklettert sind, werden sie beide überfahren und sterben. Viele Leute halten inzwischen auf der Straße an und erleben Liam in seiner Werwolfsform.
Inzwischen waren Lydia, Mason und Corey in der Schule mit dem Rätsel um Brett beschäftigt. Während Lydia sich an den neuen Schüler Nolan hängte war dieser wiederum beschäftigt sich an Mason und Corey ran zu hängen. Nachdem Aaron in ein paar Sachen zuflüsterte stellt sich Nolan den beiden Jungen vor und fängt ein Gespräch mit ihnen an, wobei er sie eigentlich nur dazu bringen will, sich selbst zu verraten. Er sticht mit einem Kugelschreiber auf Coreys Hand ein und zeigt diese, da sie so schnell wieder heilt, seinen Klassenkameraden, die nun aus Angst den Raum verlassen und später die Jungs und Lydia meiden.
Der Schulalltag wird von nun zum Spießrutenlauf für die drei Jungs, da viele ihrer Mitschüler nun wissen was sie wirklich sind meiden die drei sie und zwingen Nolan, sein Freund Gabe und das restliche Lacrosse Team Liam in einen leeren Klassenraum, in dem sie alle auf ihn einprügeln, um ihn wütend zu machen, woraufhin er sich verwandeln würde. Die restlichen Schüler und sogar die Lehrerin Ms. Finch sehen einfach zu. Während Masons versuche seinem besten Freund zu helfen ins leere gehen hat Corey inzwischen Coach Finstock geholt der den Kampf beendet.
Zwischenzeitlich versuchen Scott, Lydia und Malia mithilfe von Chris mit den Jägern zu verhandeln, was allerdings in leere läuft da weder Gerard noch Ms. Monroe mit sich reden lassen. Dieses Treffen wird plötzlich unterbrochen als eine neue, dem Rudel unbekannte, Kreatur die die Ängste der Bewohnern von Beacon Hills so doll verstärkt, dass sie gegen die Übernatürlichen Menschen in Beacon Hills Gewalt anwenden.
Theo taucht wieder auf als die Jäger ihn und die zwei letzten Mitglieder des Rudels von Satomi, Jiang und Tierney, gefangen nehmen und foltern. Satomi selbst wurde schon getötet, da sie sich weigerte gegen sie zu kämpfen. Die drei können entkommen, werden allerdings prompt von Sheriff Stilinski wegen Mordes verhaftet und auf die Wache gebracht. Mittlerweile ist die ganze Stadt gegen das Übernatürliche. Selbst das Polizeirevier ist nicht mehr sicher. Es stellt sich heraus, dass Theo unschuldig ist, nachdem er die anderen Werwölfe zu einem Geständnis bringt.
Er wird frei gelassen. Während das Rudel versucht Jiang und Tierney auch zu befreien wird das Revier von Monroe und den Jägern umstellt. Sie geben dem Sheriff die Chance Jiang und Tierney bis Mitternacht an sie auszuliefern. Alle weigern sich, da die beiden nur aus Selbstverteidigung gehandelt haben. Nach einem gescheiterten Versuch den Jägern die Leichen zweier Polizisten die sich kurz zu vor wegen der Kreatur umgebracht haben unter zu jubeln scheitert, erscheint Agent McCall und macht mit den Jägern einen Deal aus. Jiang und Tierney werden dem FBI überstellt und das Rudel muss die Stadt sofort verlassen und darf nicht zurückkehren.
Natürlich tun Scott und seine Freunde bloß so und verstecken sich zwischenzeitlich in der Tierklinik. Jeder weitere Versuch den Jägern einen schritt voraus zu sein scheitert und der letzte endet damit, dass das McCall haus beschossen und Lydia, Melissa, Mason und Agent McCall angeschossen werden. Allerdings finden sie, bevor das alles passierte, Gerards und Monroes Plan heraus. Sie wollen alle Übernatürlichen Kreaturen in der Welt töten.
Das müssen Jackson und Ethan, die inzwischen ein Paar sind, am eigenen Leib herausfinden, als sie in ihrer Wohnung in London von zwei Jägern angegriffen werden. Die beiden können sie überwältigen und entscheiden sich Beacon Hills und Scott erneut einen Besuch abzustatten. Dort werden sie allerdings gleich von Monroe erkannt, gefangen genommen und gefoltert.
Mittlerweile, nachdem Mason und Corey mithilfe von Deaton herausfanden, dass die neue Kreatur der sogenannte „Anuk-Ite“ ist, versuchen Scott und Malia eine Armee aufzubauen und nehmen die Hilfe von Deucalion, da er schon einmal mit Gerard kämpfte und seine Tricks kennt, in Anspruch. Dieser weigert sich zu kämpfen, steht ihnen aber als Berater zur Seite.
Malia und Lydia erwecken derweil Hallwyn zum Leben. Der kann ihnen erzählen das sie dem Anuk-Ite nicht in die Augen sehen dürfen, da sie dann zu Stein erstarren. Scott und Liam finden in der Zwischenzeit heraus das Ms. Finch selber ein Alpha Werwolf ihres eigenen Rudels ist und ihre Tochter, Quinn, die das Rudel auf dem Polizeirevier kennengelernt hatte eigentlich schon tot und eine der beiden hälften des Anuk-Ites ist. Die andere ist der Schüler Aaron. Die beiden verbünden sich und der Anuk-Ite erwacht erneut zum Leben und verwandelt die Leute in der Stadt in Stein.
Derek ist auf der Flucht vor dem FBI, da sie denken er hätte einen Massenmord begangen. Chris findet ihn, Kate allerdings auch und sie möchte ihn tot sehen. Derek und Chris können Kate gerade noch so aufhalten, bevor beide fliehen. Malia und Scott versuchen von Deucaelion zu lernen, wie man blind kämpft, allerdings ist das schwerer als sie denken. Nolan verbündet sich mit Liam und wird dafür von Gabe bestraft. Malia, Scott, Lydia, Peter und Deucaelion werden von den Jägern beschossen.
Glücklicherweise können Stiles und Derek sie noch rechtzeitig retten. Deucaelion stirbt allerdings. Die Gruppe versucht nun herauszufinden wie man den Anuk-Ite aufhält während Liam, Mason, Corey, Melissa und Nolan im Krankenhaus von den Jägern umzingelt sind. Parrish wurde im Eichen Haus in ein Gefrierraum gesperrt da ihn das töten wird. Sheriff Stilinski und Agent McCall werden auch von den Jägern auf trab gehalten.
Stiles und Lydia können zwischenzeitlich Jackson und Ethan befreien. Allerdings werden Lydia, Jackson, Ethan, Malia und Peter vom Anuk-Ite versteinert. Scott wurde von Monroe mit einer giftigen Kugel angeschossen. Derek kann ihn retten, wird aber vom Anuk-Ite in der Form von Jennifer Blake versteinert. Scott reist sich beim Kampf gegen den Anuk-Ite die Augen aus, da er ihn so bekämpfen kann. Stiles kann den Anuk-Ite mit Eberesche vernichten. Malia kann Scott mithilfe eines Kusses die Sehkraft zurückgeben. Jackson und Ethan sind kurz davor, von einem Jäger getötet zu werden, als Coach Finstock den Angreifer mit einem Lacrosse-Schläger außer Gefecht setzt und Jackson sagt, er sei froh, ihn wieder zu sehen.
Stilinski kann sich gegen die jungen Deputy-Jäger behaupten und bringt sie dazu, Parrish und Agent McCall freizulassen. Die drei machen sich zum Krankenhaus auf, wo die restliche Gruppe schon gegen die Jäger kämpft. Sie können alle besiegt werden, nachdem die Angst des Anuk-Ites verschwunden ist. Gabe stirbt und Monroe kann fliehen. Zwischenzeitlich streiten sich Chris und Gerard. Als Kate ihren Vater verspottet und Chris die beiden verlässt, bringt Kate Gerard um.
Die Bewohner von Beacon Hills verstehen sich fortan mit ihren übernatürlichen Mitbürgern besser. Melissa und Chris sind ein Paar, so auch Malia und Scott. Liam und Nolan sind Co-Captains des Lacrosse-Teams. Monroe ist allerdings noch nicht fertig mit ihrem Plan. Die finale Episode wird in der Zukunft von Scott erzählt. Der wiederum erzählt die Geschichte dem jungen Werwolf Alec, der von Monroe und weiteren Jägern verfolgt wird. Scott erzählt ihm, dass sie überall auf der Welt Verbündete und Freunde, wie Mason, Corey, Dr. Deaton, Theo, Peter, Melissa, Chris, Sheriff Stilinski, Jackson und Ethan, haben, die für sie und mit ihnen kämpfen würden. An diesem Punkt treffen Stiles, Malia, Lydia, Derek und Liam ein und Chris verabschiedet sich von den beiden. Alec fragt Scott, ob sie alle übernatürlich sind, woraufhin Scott das verneint und Stiles ihm zuzwinkert. Scott fragt Alec, ob er bereit ist zu kämpfen. Dieser ist sich unsicher, da Monroe ihm schwor, sie würde ihn finden und töten, weil er ein Monster sei. Scott erzählt ihm, was er einmal Liam erzählte; „Du bist kein Monster. Du bist ein Werwolf, so wie ich“. Scotts Augen leuchten für einen Moment rot auf und Alec stimmt letztendlich zu. Die Gruppe läuft los, während hinter ihnen der Vollmond leuchtet.

## Figuren
Scott McCallScott ist bis zu dem Zeitpunkt, als er von Peter Hale gebissen wird, ein ganz normaler Junge, der auf seiner Highschool ein Außenseiter ist. Sein einziger und bester Freund ist seit langer Zeit Stiles. Scotts Eltern sind geschieden, er lebt bei seiner Mutter. Zu seinem Vater hat er ein schlechtes Verhältnis, was sich vor allem durch Scotts Lügen noch verschlechtert, da sein Vater nichts von seinem Dasein als Werwolf weiß. Scott arbeitet als Aushilfe in der Tierklinik von Dr. Deaton, der ihn als Druide bei seinem Dasein als Werwolf unterstützt. Im Werwolf Derek Hale findet er außerdem einen Mentor. Durch die ihm durch den Biss verliehenen Kräfte wird er zum Co-Kapitän der Lacrosse-Mannschaft seiner Schule. Er verliebt sich in die neue Schülerin Allison Argent und sie werden ein Paar. Ende der zweiten Staffel trennt sie sich aber von ihm. Anders als die meisten Werwölfe hat Scott keinen Hang zur Gewalt, was sich dadurch zeigt, dass er bei Problemen immer einen Weg sucht, bei dem keiner verletzt wird. Im Verlauf der ersten Hälfte der dritten Staffel zeigt sich zudem, dass Scott durch seine Charakterstärke zu einem „wahren Alpha“ werden könnte, was ihm letztendlich im Staffelfinale von Staffel 3A auch gelingt. Im Laufe der zweiten Hälfte der 3. Staffel verliebt er sich in Kira Yukimura. Ab der 4. Staffel sind sie ein Paar. Nachdem Kira Beacon Hills verlassen hat, kommt Scott im zweiten Teil der 6. Staffel mit Malia Hale zusammen. Am Anfang von Staffel 4 beißt Scott Liam, um ihn am Leben zu halten, da dieser von einem Wendigo angegriffen wird und vom Dach des Krankenhauses hängt und ohne Scott heruntergefallen wäre. Liam wird Scotts erster Beta-Werwolf. Am Ende von Staffel 4 wird Scott von Kate Argent in Mexiko in einen Berserker verwandelt, kann sich jedoch mithilfe von Liam und seinen Freunden wieder zurückverwandeln. Im Finale von Staffel 5A wird er von Theo getötet, kann aber kurze Zeit später von seiner Mutter wiederbelebt werden.
Mieczyslaw „Stiles“ StilinskiStiles Stilinski ist der beste Freund von Scott. Die zwei haben schon so einiges miteinander erlebt und haben gemeinsam versucht, die Hürde zu nehmen, die sich Highschool nennt. Auch er ist im Lacrosse Team der Beacon Hills Highschool, jedoch ist er ein wirklich schlechter Spieler und sitzt meist auf der Ersatzbank. Stiles glaubt zunächst nicht, dass Scott von einem Wolf gebissen worden ist und macht sich darüber lustig, dass es ja ein Werwolf gewesen sein könnte. Als sich dieser Spaß als Realität herausstellt, ist er es, der sich in die entsprechende Mythologie einarbeitet. Stiles ist eher tollpatschig und besitzt einen schrägen Humor, der vor allem in schwierigen Situationen zum Vorschein kommt. Sein Vater ist der Sheriff der Stadt, was ihm ermöglicht, an polizeiliche Informationen zu kommen. Seine Mutter Claudia ist schon seit einigen Jahren tot. Stiles ist seit Jahren in Lydia verliebt, die zunächst nichts von ihm wissen will. Als sich die Gelegenheit bietet, selbst zu einem Werwolf zu werden, lehnt er dies ab. Bei dem Rufnamen „Stiles“ handelt es sich nicht um seinen wahren Vornamen, sondern um eine von ihm selbst gewählte Abwandlung seines Nachnamens, da er seinen Vornamen als Kind nicht aussprechen konnte. In der zweiten Hälfte der dritten Staffel ergreift ein Nogitsune Besitz von ihm. Am Anfang der vierten Staffel kommt er mit Malia zusammen, jedoch trennen sich die beiden Mitte der 5. Staffel wieder. In der Mitte der 5. Staffel bringt Stiles versehentlich in Notwehr Donovan um, der versucht hat, ihn zu töten. Das macht ihm sehr zu schaffen, da er Angst hat, deswegen Scott zu verlieren. Scott hatte es aber dann durch Theo herausgefunden, was auch Theos Absicht war, deshalb hatte Scott Stiles nicht mehr vertraut, wodurch ihre Freundschaft zerbrach. In der Mitte der 5. Staffel vergibt Scott Stiles aber wieder und sieht, dass es Selbstverteidigung war. Er ist die größte Hilfe dabei, Lydia aus dem Eichen-Haus zu retten. Er hilft Malia, sich gegen den Wüsten-Wolf zu wehren, und rettet sie. Am Ende von 6a begrüßt sein Vater ihn beim Polizeidienst. In der sechsten Staffel gibt Sheriff Stilinski den vollen Namen von Stiles an, Mieczyslaw Stilinski, nach dem Vater seiner Mutter benannt. Seit der ersten Staffel ist Stiles in Lydia verliebt und kommt in der sechsten Staffel mit ihr zusammen. (Staffel 6a)
Allison ArgentAllison zieht zu Beginn der ersten Staffel nach Beacon Hills und ist bis zur dritten Staffel die Freundin von Scott und die beste Freundin von Lydia. Allisons Familie jagt seit Generationen Werwölfe. Sie wird durch Manipulation ihrer Tante Kate und ihres Großvaters Gerard dazu verleitet, den Ehrenkodex ihrer Familie zu brechen, indem sie Werwölfe attackiert, die niemanden getötet haben. Sie ist außerdem eine ziemlich gute Bogenschützin, was ihr bei der Werwolfjagd mehrfach behilflich ist, wobei sie ab der zweiten Hälfte der dritten Staffel Schwierigkeiten hat, genau zu zielen, da sie Wahnvorstellungen von ihrer toten Tante bekommt. Sie schießt bei einem Training auf Lydia, Isaac kann den Pfeil aber noch rechtzeitig abfangen und damit ihren Tod verhindern. Am Ende der Staffel kommt Allison mit Isaac zusammen. Zum Ende der dritten Staffel wird sie von den Oni tödlich verletzt und stirbt in den Armen von Scott. (Staffel 3b) Zuvor fand sie jedoch noch heraus, wie man einen Oni töten kann, schafft es aber nicht mehr ganz zu sagen während sie stirbt. Isaac fällt es aber aufgrund ihrer Worte doch noch auf.
Derek HaleDerek ist ein Werwolf in Beacon Hills. Bis zu seinem 15. Lebensjahr hatte er gelbe Augen, was sich ändert, als er seine Freundin Paige töten muss, um sie von ihrem Leid zu erlösen, da sie von einem Alpha gebissen wurde und sie kurz davor ist zu sterben; seitdem hatte er bis zum Staffelfinale der ersten Staffel blaue Augen. Seine ganze Familie, abgesehen von ihm und seinen Schwestern Laura und Cora, wird von Kate Argent durch ein Feuer umgebracht, das nur sein Onkel Peter Hale schwer verletzt überlebt. Seitdem hegt er einen Hass auf die Argents und er rät Scott sich von ihnen fernzuhalten. In seiner Jugend verlässt er die Stadt, kommt aber zurück, nachdem seine Schwester Laura von einem Alpha-Werwolf umgebracht wurde, um dem nachzugehen. Anders als Scott, der gebissen wurde, ist er seit seiner Geburt ein Werwolf und hat sich während der Verwandlung völlig unter Kontrolle. Anfangs fungiert er für Scott als Lehrer in Sachen Lykanthropie, aber sie haben oft unterschiedliche Meinungen, was die Methoden betrifft. Nachdem er im Staffelfinale der ersten Staffel seinen Onkel Peter tötet, wird er selbst zum Alpha und erstellt sich sein eigenes Rudel. In der dritten Staffel wird er von einem Alpharudel angeworben, wofür er aber seine Beta-Werwölfe töten müsste, wozu er allerdings nicht bereit ist. Zum Ende der ersten Hälfte der dritten Staffel gibt er seinen Alpharang auf, um seine im Sterben liegende Schwester Cora zu heilen. Zu Beginn der zweiten Hälfte der dritten Staffel wird er zusammen mit seinem Onkel von den Calaveras gefoltert, kann jedoch befreit werden und kehrt nach Beacon Hills zurück. Ende der 3. Staffel wird er von Kate entführt, kann aber von Scotts Rudel am Anfang der 4. Staffel gerettet werden. Allerdings ist er von Kate verjüngt worden, bis zu einem Zeitpunkt, in dem er Kate vertraute, da sie ihn braucht, um ihre Kräfte als Werjaguar zu kontrollieren. Zum Ende der vierten Staffel denkt man zuerst, dass er stirbt, jedoch erlangt er nur die Fähigkeit sich komplett in einen Wolf zu verwandeln. Daraufhin sieht man, wie Derek Kate als schwarzer Wolf angreift und schwer verletzt. Danach verlässt er mit Braeden Scott und sein Rudel und bleibt in Mexiko. In der zweiten Hälfte der sechsten Staffel kommt er zurück nach Beacon Hills um Scott und seinem Rudel bei dem Kampf gegen die Jäger und dem Anuk-Ite zu helfen.
Lydia MartinLydia gehört zu den beliebtesten Schülern an der Beacon Hills Highschool. Sie ist anfangs mit Jackson Whittemore, dem Kapitän des Lacrosse-Teams, zusammen. Lydia ist eigentlich hochintelligent, versteckt dies jedoch hinter der Maske eines kleinen Dummchens, um ihren Status und ihre Beliebtheit nicht zu verlieren. Lydias Eltern sind geschieden und sie lebt bei ihrer Mutter. Allerdings lässt sich schon zu Beginn der Serie vermuten, dass Lydia einige Geheimnisse mit sich herumträgt. Sie freundet sich gleich zu Beginn mit Allison an, die bald zu ihrer besten Freundin wird. Lydia ist auch diejenige, die als Letzte von den Geheimnissen in Beacon Hills erfährt. Zum Winterball geht sie in Begleitung von Stiles. Nach einer Weile bemerkt sie, dass Jackson verschwunden ist, und geht hinaus, um ihn zu suchen. Auf dem Lacrossefeld wird sie von Peter Hale angefallen und sie wird von ihm gebissen. Stiles kommt ihr zu Hilfe, kann jedoch nur dafür sorgen, dass Jackson sie findet, da Peter ihn zwingt mit ihm zu kommen. Lydia kommt schwer verletzt ins Krankenhaus. Sie verfügt jetzt über die Fähigkeit, den Tod anderer Menschen zu erahnen, und über einen so lauten Schrei, mit dem sie alle Werwölfe in der Umgebung erreichen kann, sodass sie von Ms. Blake als eine Banshee bezeichnet wird. Sie hatte eine Beziehung mit Aidan, gibt ihm aber an den Ritualmorden der ersten Hälfte der dritten Staffel eine Mitschuld und möchte deshalb nichts mehr mit ihm zu tun haben. Über seinen Tod am Ende der 3. Staffel kommt sie trotzdem nur schwer hinweg und möchte deshalb vorerst mit niemand Neuem ausgehen. In der vierten Staffel lernt sie ihre Kräfte zu kontrollieren und hilft Parrish. In der fünften Staffel wird sie in der Mitte der Staffel von Theo paralysiert und von ihrer Mutter in das Eichen-Haus gebracht, wo sie dann fortan von Meredith Hilfe bekommt, um sich aus der Starre zu befreien. Sie schafft es und wird von ihren Freunden gerettet. Sie erfährt die Geschichte über Allisons Vorfahrin und hilft dann Sheriff Stilinski Parrish in der Stadt zu behalten. Sie scheint irgendeine besondere Verbindung zu ihm zu haben, was vermutlich mit ihrer Gabe, den Tod vorhersehen zu können, zusammenhängt. Als Banshee ist sie letztendlich diejenige, die Mason mit ihren Fähigkeiten rettet. Seit 6a ist sie mit Stiles zusammen.
Jackson WhittemoreJackson ist ein verwöhnter, reicher Junge, der nur an sich selbst denkt und glaubt, man könne sich mit Geld alles kaufen. Seine Eltern starben durch einen Autounfall am Tag seiner Geburt, sodass er von den Whittemores adoptiert wurde. Am Anfang der Serie ist er in einer Beziehung mit Lydia, von der er sich aber trennt, weil er sie nicht mehr als gut genug erachtet. Obwohl Jackson an der Highschool beliebt und sogar Kapitän der Lacrosse-Mannschaft ist, hat er kaum Freunde und ist oft einsam. Als er hinter Scotts Geheimnis kommt, tut er alles dafür, um selbst ein Werwolf zu werden. In der zweiten Staffel verwandelt er sich stattdessen in einen Kanima, ein reptilienähnliches Monster, welches erst von Matt und später in der Staffel von Gerard kontrolliert wird um Morde auszuführen. Scott und seine Freunde müssen all ihre Kräfte aufwenden, um ihn zu retten. Er wird durch seine starke Bindung zu Lydia doch noch zum Werwolf. Am Anfang der dritten Staffel erfährt man, dass seine Eltern ihn nach London in England geschickt haben, wo er in einer Beziehung mit Ethan ist. Er ist nach seiner Verwandlung zum Werwolf im Finale von Staffel zwei in der Lage sich teilweise in einen Werwolf und einen Kanima zu verwandeln, was er nun selbst kontrollieren kann. Dies findet man in der sechsten Staffel heraus.
Isaac LaheyIsaac ist das erste Mitglied von Dereks Rudel, nachdem Derek ein Alpha geworden ist. Im Gegensatz zu Scott entscheidet Isaac sich freiwillig ein Werwolf zu werden. Er wurde zuletzt von seinem Vater misshandelt, welcher dann vom Kanima umgebracht wird. Bereits nach dem zweiten Vollmond kann Isaac seine Werwolfinstinkte kontrollieren. Anders als die anderen beiden Betas, Erica und Boyd, flüchtet er nicht aus Beacon Hills, sondern kämpft an der Seite von Scott McCall und Derek Hale. In der dritten Staffel verliebt er sich in Allison Argent. Nach Allisons Tod verlässt er, zusammen mit Chris Argent, Beacon Hills.
Kira YukimuraKira ist die Tochter des neuen Geschichtslehrers an der Schule. Sie ist außerdem, wie auch ihre Mutter eine Kitsune, was sie aber erst in der 2. Hälfte der 3. Staffel nach und nach herausfindet. Sie kann genauso schnell wie ein Werwolf rennen und außerdem besitzt sie die Fähigkeit, große Mengen an elektrischem Strom in ihren Körper aufnehmen zu können, da sie eine Donner-Kitsune ist. In ihrer Kitsune-Form hat sie orange Augen. Sie verliebt sich in Scott. Anfang der 4. Staffel kommt sie mit ihm zusammen und wird auch ins Lacrosse-Team aufgenommen. Am Ende der 4. Staffel bekommt sie ihren ersten Fuchsschweif, als sie es schafft, ihre Selbstheilungskräfte zu aktivieren. Am Anfang der 5. Staffel bekommt sie beim Kampf eine sichtbare orangefarbene Fuchsaura, die sie umhüllt, die ihr aber später große Schwierigkeiten bereitet, denn der Fuchs in ihr übernimmt nach und nach die Kontrolle über sie, deshalb verlässt sie in der 8. Folge zusammen mit ihren Eltern Beacon Hills, da sie befürchtet Scott oder den anderen Schaden zuzufügen. Sie geht mit ihrer Mutter zu den Skinwalkern, die ihr beibringen sollen, wie sie den Fuchs in sich besser kontrollieren kann, aber da sie die Aufgaben der Skinwalker nicht richtig erfüllt, wollen sie, dass die bei ihnen bleibt. Sie und ihre Mutter werden von Scott und Stiles gerettet und kommt dann mit ihren Eltern zurück nach Beacon Hills. Sie kann ihre Kräfte immer noch nicht kontrollieren und greift am Ende sogar Bretts Schwester Lori an, Lori kann am Ende nur noch durch Scott gerettet werden. Sie geht zurück zu den Skinwalkern, um Hilfe für Mason und gegen Theo zu bitten, sie warnen sie, dass sie nicht ohne einen Preis ihrerseits helfen werden. Kira stimmt zu und kann letztendlich Theo durch seine Schwester besiegen. Danach geht sie mit den Skinwalkern mit, um ihre Kräfte kontrollieren zu können.
Malia Tate/HaleMalia ist eine Werkojotin, die im Laufe der dritten Staffel erstmals auftaucht. Als sie eines Nachts zusammen mit ihrer Mutter und ihrer kleinen Schwester im Auto fährt, verwandelt sie sich während des Vollmonds in eine Werkojotin. Bei dem darauffolgenden Verkehrsunfall versterben sowohl ihre Mutter als auch ihre Schwester. Durch den Schock bleibt Malia jahrelang eine Kojotin – unfähig sich wieder in einen Menschen zu verwandeln – und versucht in der Nähe des Unfallortes zu überleben. Stiles und Scott treffen im Wald auf sie und versuchen ihr zu helfen. Scott verwandelt sie durch das Brüllen eines Alphas wieder zurück in einen Menschen. Sie kehrt zunächst zu ihrem trauernden Vater zurück, wird aber kurz darauf in die psychiatrische Einrichtung Eichen-Haus eingewiesen. Dort trifft sie dann wieder auf Stiles und macht ihm Vorwürfe, dass er sie wieder in einen Menschen zurückverwandelt hat und sie nun in die unangenehme Situation gekommen ist, ihrem Vater nicht erzählen zu können, was bei dem Unfall wirklich geschehen ist. Stiles verspricht, Malia wieder in eine Kojotin zu verwandeln, wenn sie ihm hilft, in den Keller der psychiatrischen Einrichtung zu gelangen. Bei ihrem Einbruch in den Keller verbringen sie ihre erste Nacht zusammen und schlafen miteinander. Malia erfährt, dass Stiles vom Nogitsune besessen ist, und findet den Leichnam des Corporals Rhys – des ersten Wirts des Nogitsune. Nachdem Stiles vom Nogitsune befreit ist, kommt sie auf die Beacon Hills High School und fängt an von Scott zu lernen, ihre Fähigkeiten als Werkojotin zu kontrollieren. Am Anfang der vierten Staffel kommt sie mit Stiles zusammen, jedoch trennen sich die beiden Mitte der 5. Staffel wieder. Außerdem findet sie auch heraus, dass sie als Baby zur Adoption freigegeben wurde und ihr leiblicher Vater Peter Hale ist, somit ist sie Dereks Cousine. Durch Peter findet sie heraus, dass ihre leibliche Mutter eine Kojotin ist, dessen Identität sie aber nicht kennt, nur den Namen unter dem sie genannt wird: „Der Wüstenwolf“. In Staffel 5 trifft Dr. Deaton bei Nachforschungen auf den bewaffneten Wüstenwolf. Auf die Frage, ob ihre Tochter noch lebe, behauptet Deaton von keiner Tochter zu wissen. Daraufhin meint diese, dass es gut sei, denn wenn Malia noch leben würde, müsste sie sie nochmals töten. Sie macht sich mit Braeden auf die Suche nach ihrer Mutter und besiegt sie im Kampf, indem sie ihr die Kräfte stiehlt. In 6b kommt sie mit Scott zusammen.
Liam DunbarLiam ist der Neue an der Beacon Hills High School. Er wurde von seiner alten Schule geworfen, da er das Auto seines Lehrers und Coaches demoliert hatte. Liam ist ein grandioser Lacrosse-Spieler und wird am Anfang der vierten Staffel von Scott in den Arm gebissen als einzige Möglichkeit, dessen Leben zu retten, weil er Liam mit den Zähnen auffangen muss, weil er sonst vom Dach gefallen wäre. Daraufhin verwandelt er sich in Scotts ersten Beta-Werwolf. Er wurde genau wie Scott nicht freiwillig zu einem Werwolf und hat es vorerst ziemlich schwer, sich damit abzufinden, da er sehr impulsiv ist und seine Wut nicht unter Kontrolle hat, wegen einer IKS (Impuls-Kontroll-Störung). In der vierten Staffel bekommt Liam von Derek eine Triskele, welche jungen Betas bei der Verwandlung helfen soll, geschenkt. In der fünften Staffel kommt er mit Hayden Romero, die zunächst nichts von ihm wissen wollte, zusammen. Er wird in der fünften Staffel von den Schreckensärzten zusammen mit Hayden entführt und will später unter Einfluss des Supermonds Scott umbringen, da dieser sein Versprechen nicht gehalten hat, alles zu tun, um Haydens Leben zu retten (er wollte sie nicht verwandeln). Er will danach nicht mit ihm reden, tut es dann aber nach einigen Gesprächen mit Mason und Hayden doch. Sie versöhnen sich und er hilft, Lydia aus dem Eichen-Haus zu befreien. Er und Hayden kommen wieder zusammen, nachdem Theo sie wiederbelebt hat. Er hilft seinem besten Freund Mason, sich vom Biest zu befreien, und er und Hayden küssen sich, nachdem Scott sie doch gebissen und somit in einen Werwolf verwandelt hat.
Theo RaekenEr ging früher mit Scott und Stiles in die vierte Klasse. Er taucht in der fünften Staffel überraschend auf und hilft Scott beim Kampf gegen eine Chimäre. Theo ist die erste Chimäre der Schreckensärzte und ein Fehlschlag. Als Stiles Donovan tötet, sieht Theo es und erzählt Scott davon, wobei er aber die Geschichte so verändert, dass es für Scott aussieht, als hätte Stiles gewalttätig gehandelt. Er will Scotts Rudel besitzen und seine Macht stehlen, was ihm beinahe gelingt. Dafür schließt er Scott und Liam am Supermond in die Bibliothek der High School ein, da nur Liam die Kraft von Scott stehlen kann. Als dies wegen des Todes von Hayden nicht funktioniert, tötet er Scott selbst und erweckt kurz darauf die Fehlschläge der Schreckensärzte am Nemeton und macht die Chimären zu seinem Rudel. Er trägt das Herz seiner Schwester in sich, die er in einem Fluss in Beacon Hills erfrieren ließ, um an ihr Herz zu kommen, was ihn zu einer genetischen Chimäre macht. Später lehrt Deucalion ihn, wie er die Macht der anderen Kreaturen stehlen kann, und bringt daraufhin Josh und Tracy um. Er setzt die Maske der Schreckensärzte auf, um herauszufinden, wer sich hinter dem Biest versteckt. Theo will die Macht des Biestes, überschätzt sich aber, denn er denkt, er kann es mit seiner neu gewonnenen Macht besiegen, schafft dies aber nicht und wird kurz darauf von seiner verstorbenen Schwester in einen Abgrund gezerrt und verschwindet. In der ersten Hälfte der sechsten Staffel wird er von Liam zurückgeholt und im Kampf gegen die Ghostrider zu einem Verbündeten von Scotts Rudel. Am Anfang der zweiten Hälfte erfährt man, dass er obdachlos ist und er wird daraufhin von Jägern gefangen genommen und mit zwei anderen Werwölfen festgehalten. Er schafft es jedoch den Jäger auszutricksen und kann mit den anderen Werwölfen fliehen. Kurze Zeit später werden die drei von Sheriff Stilinski für einen Mord festgenommen. Er hilft dem Sheriff, indem er die anderen beiden Werwölfe dazu bringt zu gestehen, dass sie den Mord begangen haben. Daraufhin wird er rausgelassen und trifft auf der Sheriffstation auf Scott und die anderen. Von da an ist er ein Verbündeter und hilft im Kampf gegen die Jäger.
AaronAaron ist ein Nebencharakter, welcher in der zweiten Hälfte der sechsten Staffel vorgestellt wird. Er ist Schüler der Beacon Hills Highschool und ebenfalls Teil des Lacrosse-Teams. Als er sich seinen Helm für das Training aufsetzt, krabbeln unzählige Spinnen aus dem Helm in seinen Mund. Dadurch wurde er zum ersten Gesicht des Anuk-Ite.
Agent Rafael McCallEr ist der Vater von Scott und somit der Ex-Ehemann von Melissa, zu denen er aber ein schlechtes Verhältnis und fast keinen Kontakt hat. Er kommt in der zweiten Hälfte der dritten Staffel nach Beacon Hills, um als FBI-Agent die sich dort häufende Mordfälle aufzudecken. Als er seine Arbeit in Beacon Hills erledigt hat, beschließt er dort zu bleiben, was weder Melissa noch Scott erfreut. Aufgrund der hohen Anzahl an ungelösten Fällen eröffnet er eine Ermittlung gegen Sheriff Stilinski, um dessen Unfähigkeit zu beweisen. Scott und Melissa können jedoch verhindern, dass dieser seinen Job verliert. Am Anfang der vierten Staffel verlässt er die Stadt wieder, da sich das Verhältnis zu seiner Familie nicht gebessert hat und er sich unerwünscht fühlt. In der zweiten Hälfte der sechsten Staffel kommt er zurück um Scott und den anderen zu helfen. Er weiß nun über das Übernatürliche Bescheid.
Ethan und Aiden SteinerEthan und Aiden waren beide Omegas in einem Rudel von brutalen Werwölfen. Deucallion jedoch half ihnen, ihre Fähigkeiten auszubauen und sich gemeinsam in eine große Kreatur zu verwandeln. Sie töteten den Rest ihres Rudels und schlossen sich dem Alpha Rudel an. Die beiden Zwillinge traten erstmals in der ersten Hälfte der dritten Staffel auf. Aiden führte eine On/Off-Beziehung mit Lydia. Ethan war mit Danny zusammen, diese trennten sich jedoch in der zweiten Hälfte der dritten Staffel. Damals versuchten sie, Derek dazu zu bringen, sein Rudel zu töten und sich dem Alpha Rudel anzuschließen. Als dieses jedoch von Scotts Rudel besiegt wird, wollen Ethan und Aiden auch in seinem Rudel aufgenommen werden. Ethan und Aiden versuchen alles, um Scotts Vertrauen zu gewinnen und helfen ihm, mit seiner neuen Rolle als Alpha zurechtzukommen. Im Staffelfinale der dritten Staffel stirbt Aiden jedoch. Daraufhin verlässt Ethan die Stadt, um seinen Schmerz zu verarbeiten. In der zweiten Hälfte der sechsten Staffel kommt Ethan zurück nach Beacon Hills, um Scott und seinem Rudel zu helfen, den Anuk-Ite zu bekämpfen. Es stellt sich heraus, dass er nun mit Jackson zusammen ist.
Christopher ArgentEr ist der Vater von Allison, der Mann von Victoria und das Oberhaupt der Familie. In der ersten Staffel jagte er zusammen mit seiner Familie Werwölfe und tötet diese. Außerdem war es für ihn das Wichtigste, seine Tochter zu beschützen. Christopher hatte ein gutes Verhältnis zu seiner Schwester Kate, bis er erfuhr, dass diese den Ehrenkodex der Familie brach und das Hale Haus in Brand steckte. Ende der zweiten Staffel wird Victoria von Derek gebissen und begeht deshalb Selbstmord. Für Chris bricht eine Welt zusammen. In der ersten Hälfte der dritten Staffel zieht Chris mit Allison in ein neues Haus, um sein altes Leben hinter sich zu lassen. Dies funktioniert jedoch nicht sehr lange, da ein Alpha Rudel und ein Darach die Stadt bedrohen. In der zweiten Hälfte der dritten Staffel hilft Allison, Stiles zu retten. Dabei stirbt sie jedoch. Chris kann dies nicht richtig verkraften und verlässt zusammen mit Isaac das Land. In der vierten Staffel wird Chris von Scott angerufen, da dieser seine Hilfe benötigt. Im Laufe der Staffel erfährt Chris, dass Kate noch lebt und schließt sich mit anderen Jägern zusammen, um sie zu jagen. In der ersten Hälfte der sechsten Staffel kehrt er nach Beacon Hills zurück, um einer mysteriösen Todesreihe auf den Grund zu gehen. Dabei arbeitet er mit Melissa zusammen und die beiden werden kurz darauf ein Paar.
Danny MahelaniDanny ist ein immer wiederkehrender Charakter. Er ist der beste Freund von Jackson und führte in der zweiten Hälfte der dritten Staffel eine Beziehung mit Ethan. Er ist der Torhüter des Lacrosse-Teams und spielt Trompete im Schulchor. Durch seine herausragend guten Computerkenntnisse ist er oft eine große Hilfe für Scott und seine Freunde.
Deputy Jordan ParrishEr arbeitet für die Beacon County Sheriff Station. Er ist nach Beacon Hills gekommen, weil es ihn dort „hingezogen“ hatte und durch die hohe Sterbensrate waren viele Stellen frei. Parrish ist ein ehemaliger Militärangehöriger und war ein Teil des „Hazardous Device Team“, wodurch er sich gut mit Bomben und explosivem Material auskennt. Im Laufe der dritten Staffel, kommt er immer wieder ungewollt in Verbindung mit dem Übernatürlichen und den Ritualmorden in Beacon Hills. In der vierten Staffel taucht sein Name dann auf einer Tötungsliste für übernatürliche Kreaturen auf, jedoch weiß niemand was für eine Kreatur er ist. In der ersten Hälfte der fünften Staffel trägt Parrish alle toten Chimären unterbewusst zum Nemeton. Lydia stellt Nachforschungen an und findet heraus, dass er ein Höllenhund ist, dessen Aufgabe es ist, das Übernatürliche zu beschützen.
Katherine ArgentKate ist die Schwester von Christopher und gehört somit auch zur Familie der Werwolfjäger. Jedoch ist ihr der Ehrenkodex nicht wichtig, es macht ihr einfach Spaß Werwölfe zu töten. Im Staffelfinale der ersten Staffel stellt sich heraus, dass sie das Hale Haus in Brand gesteckt hat. Als Peter dies herausfindet, riss dieser ihr die Kehle heraus. Daraufhin wurde sie für tot geglaubt. In Wahrheit wurde sie davon jedoch nicht getötet, sondern verwandelte sich in einen Werjaguar. Der Ehrenkodex besagt, dass man in einem solchen Selbstmord begehen muss. Kate wollte jedoch nur eins: überleben! Sie verließ das Land und versteckte sich in Mexiko. Kate hatte jedoch als Werjaguar keine Kontrolle über sich und sie wurde von einer mexikanischen Jägerfamilie gefunden und gejagt. In der vierten Staffel ist sie der Antagonist. Sie verwandelt Scott in einen Berserker und muss im Staffelfinale fliehen. Im Serienfinale töte sie ihren Vater Gerard.
Melissa McCallMelissa ist die Mutter von Scott und arbeitet als Krankenschwester. In der zweiten Staffel erfährt sie ungewollt, dass Scott ein Werwolf ist. Sie ist schockiert, verängstigt und verwirrt und versucht ihm eine Zeit lang aus dem Weg zu gehen. Jedoch vertragen sie sich bald wieder und Melissa unterstützt ihren Sohn wo sie nur kann. Durch ihren Job als Krankenschwester hat sie Zugriff auf vertrauliche Informationen des Krankenhauses, was sich oft als große Hilfe herausstellt.
Peter HalePeter ist Dereks Onkel und der einzige, der das Feuer im Hale Haus überlebt hat. Seit mehreren Jahren heilt er sich ganz langsam selbst, bis er genügend Kraft hat, um seinen Rachezug zu starten. In Staffel eins verwandelt er Scott, da er sich sein eigenes Rudel zusammenstellen will. Sein Plan ist es denjenigen zu finden, der den Brand verursacht hat. Im Staffelfinale gelingt ihm dies auch. Peter ist jedoch vollkommen egal, ob und wen er verletzt, solange er erreicht was er will. Am Ende der ersten Staffel wird Peter von seinem Neffen Derek getötet. Dieser übernimmt nun den Rang des Alphas. In der zweiten Staffel benutzt er Lydia, die eine starke Verbindung zum Tod hat, sodass er wieder aufersteht. In der zweiten Hälfte der dritten Staffel erfährt Peter, dass er außerdem der leibliche Vater von Malia war. Außerdem tötet er im Staffelfinale von 3A Jennifer Blake. In der vierten Staffel ist er gleich zweimal der Antagonist. Unbewusst hatte er sich nämlich den Plan des „Benefactors“ in der Zeit nach dem Feuer ausgedacht, während er im Koma lag. Die Banshee Meredith Walker war zur selben Zeit im Krankenhaus und hörte mithilfe ihrer Fähigkeiten alle Gedanken von Peter. Sie führt in der vierten Staffel seinen Plan aus, ohne dass sich dieser daran erinnern kann. Gleichzeitig arbeitet er mit Kate Argent zusammen und versucht im Staffelfinale Scott zu töten um dessen Kräfte zu erlangen. Scott besiegt ihn jedoch und Peter wird nach Eichenhaus geschickt.
Sheriff Noah StilinskiNoah ist der örtliche Sheriff von Beacon Hills und der Vater von Stiles. Er hat kein gutes Verhältnis zu seinem Vater, da er ihm und seiner Mutter gegenüber gewalttätig gewesen war. Deshalb versuchte er nun, bei der Erziehung von Stiles alles richtig zu machen. Seine Frau Claudia starb bereits vor Beginn der Serie. Als Sheriff verzweifelte er oftmals an scheinbar unlösbaren Fällen. Dies ändert sich, als er von all dem Übernatürlichen in Beacon Hills erfährt.

## Mythologie der Serie

Eine Triskele

Teen Wolf bedient sich zahlreicher Verweise in die Mythologien verschiedener Kulturen mit dem besonderen Fokus auf Mensch-Tier-Formwandler. Das Grundgerüst bildet dabei die nordisch-keltische Mythologie (wie z. B. Nemeton, Druiden), daneben gibt es auch zahlreiche Referenzen in die griechische (wie z. B. Legende von Lykaon, Deukalion). Auch die Bezeichnungen der Werwolfarten sind Entlehnungen aus dem griechischen Alphabet: Alpha Α α, der erste Buchstabe; Beta Β β, der zweite Buchstabe sowie Omega Ω ω, der letzte Buchstabe im griechischen Alphabet. Mit dem Kanima in der zweiten Staffel gibt es zudem auch Verweise in die südamerikanische Sagenwelt. In der zweiten Hälfte der dritten Staffel wird ferner auf mythische Elemente des südostasiatischen Raums, vor allem auf die japanische Mythologie (z. B. Kitsune, Oni), Bezug genommen.
Der „Werkojote“, der ebenfalls in der zweiten Hälfte der dritten Staffel eingeführt wird, wiederum lässt sich – Kojoten (auch Präriewölfe genannt) leben nur auf dem nordamerikanischen Kontinent – auf die Mythologie der amerikanischen Ureinwohner zurückführen.
Die Welt von Teen Wolf ist nicht nur reich an verschiedenen Arten von Formwandlern, sondern auch reich an Symbolen und Ritualen. Insbesondere die Triskele taucht immer wieder in unterschiedlichen Variationen (z. B. in einer Rundform als Tattoo auf Dereks Rücken, in einer Hakenform als Logo des Alpharudels oder als Türornament an einem japanischen Schrein) auf. Die Deutungsmöglichkeiten sind dabei vielfältig. Bezogen auf Werwölfe kann es etwa für die drei Arten von Werwölfen stehen. An anderer Stelle wird es mit dem buddhistischen Mantra „Drei Dinge können sich nicht lange verstecken: die Sonne, der Mond und die Wahrheit.“ in Verbindung gebracht.
Weitere Symbole:
- die Spirale – ein Rachezeichen unter Werwölfen
- der Fünffachknoten – das Erkennungssymbol der Druiden

### Werwölfe
Werwölfe sind übernatürliche Mischwesen, halb Mensch, halb Wolf, mit der Fähigkeit zum Formwandeln, und die Protagonisten der Serie. Die meiste Zeit zeigen sie sich in ihrer menschlichen Gestalt, können sich jedoch bis zu einem gewissen Grad und seltener auch vollständig in Wölfe verwandeln. Allen gemein sind der Wuchs von Fangzähnen, Krallen und Fell in ihrer tierischen Gestalt.
Werwölfe sind wesentlich stärker, schneller und beweglicher als Menschen, zudem verfügen sie über geschärfte Sinne und die Fähigkeit, Verletzungen und chronische Krankheiten (wie Narben, Asthma, Epilepsie oder Krebs) binnen kürzester Zeit heilen zu lassen. Dies führt auch dazu, dass sie gegenüber der Wirkung von Alkohol unempfindlich sind. Weitere besondere Fähigkeiten sind der negative Schmerztransfer von einer Person oder einem Lebewesen, um ihre Schmerzen zu lindern, sowie die Fähigkeit der Gedankenübertragung über das Einführen der ausgefahrenen Krallen in den Nacken des Empfängers.
Unter dem Einfluss des Vollmonds sind die Kräfte eines Werwolfs am stärksten, insbesondere dann, wenn es zu einem Supervollmond kommt, wo der Mond sich besonders nah an der Erde befindet.
In der Nacht einer Mondfinsternis hingegen verlieren sie ihre Kräfte.
Gefährlich für Werwölfe können u. a. folgende Substanzen werden:
- Vogelbeeren bzw. Eberesche (engl. mountain ash) – führt zu Halluzinationen und einer generellen Schwächung, in Pulverform ausgestreut erschafft es für sie eine undurchdringbare Barriere;
- Mondstein (engl. moonstone) – unterdrückt die Formwandlungsfähigkeit und führt bei längerer Anwendung zum kompletten Kontrollverlust;
- Eisenhut bzw. Wolfswurz (engl. wolfsbane) – ist für Werwölfe hochgiftig, kann zum sofortigen Bewusstseinsverlust führen und verhindert Heilungsprozesse;
- Misteln (engl. mistletoe) – sind hochgiftig für Werwölfe und Menschen;
- Wolfsflechte (engl. wolf lichen) – ist hochgiftig für Wölfe und Füchse.

In der Teen-Wolf-Mythologie gibt es drei Arten von Werwölfen: Alphas, Betas und Omegas.
Alpha
Ein Alpha ist der Stärkste sowie der Anführer eines Werwolfrudels. Für ein einfaches Rudel sind drei Betas nötig. Je größer das Rudel, desto stärker ist auch der Alpha. Neben Rudeln mit Betas gibt es auch reine Alpharudel. Ein Beta kann durch das Töten seines Alphas selbst zu einem Alpha werden. Wird ein Mensch von einem Alpha gebissen, so stirbt dieser üblicherweise entweder an dem Biss oder wird ein Beta-Werwolf. Sollte allerdings eine Immunität gegen den Biss vorliegen, kommt es zu keiner Umwandlung, jedoch können andere Nebenwirkungen auftreten (siehe Kanima und Lydia Martin). Des Weiteren heilen die durch einen Alpha zugefügten Verwundungen deutlich langsamer. Eine weitere bedeutende Fähigkeit des Alpha-Werwolfs ist, dass er seine eigene Fährte unterdrücken kann. Die Augen eines Alphas leuchten rot. Er kann mit seinem Gebrüll seine Rudelmitglieder dazu bringen, sich zu verwandeln (oder entwandeln). Er hat eine spezielle Bindung mit jedem aus seinem Rudel.
Wahrer Alpha
Eine Sonderform des Alphas ist der „wahre Alpha“, der nur sehr selten, nämlich nur alle hundert Jahre, vorkommt. Ein Beta oder Omega kann zu einem „wahren Alpha“ werden, nicht durch das Töten eines anderen, sondern durch bloße Charakterstärke. Die Augen eines „wahren Alphas“ leuchten, wie die eines normalen Alphas, rot.
Beta
Betas sind die häufigste Form der Werwölfe und Teil eines Rudels. Ein Beta kann jemand von Geburt an sein oder durch den Biss eines Alphas werden. Betas haben eine mentale Verbindung mit ihrem Alpha, durch die sie gerufen und teilweise gesteuert werden können. Insbesondere in der ersten Zeit nach dem Biss sind sie, und im Besonderen in Vollmondnächten, triebgesteuert und verfügen nicht über die nötige Selbstkontrolle, sodass Werwolfjäger schnell auf sie aufmerksam werden. Die Augen von Betas leuchten gelb. Töten sie einen Unschuldigen, so wird ihre Augenfarbe blau.
Omega
Omegas, die einsamen Wölfe, gehören keinem Rudel an und gelten meistens als Abschaum unter den Werwölfen. Omegas bekommen auch blaue Augen, sobald sie einen Unschuldigen umbringen. Sonst haben sie ihre normale Augenfarbe.
Der Begriff „Omega“ kann auch abwertend, im Sinne einer Beleidigung, für rangniedere Beta-Werwölfe verwendet werden.

### Werwolfjäger
Werwolfjäger sind Menschen, die sich zum Ziel gesetzt haben, die Zahl der Werwölfe zu dezimieren. Für die Jagd haben sie sich einen eigenen Ehrenkodex auferlegt, der jedoch nicht bindend ist. So sollen etwa nur Werwölfe getötet werden, die bewiesenermaßen Menschen verletzt oder getötet haben. Zudem sollen keine jüngeren Werwölfe, insbesondere Kinder getötet werden. Auch das Töten von Menschen ist untersagt. Weiterhin wird von einem Werwolfjäger, der gebissenen worden ist, erwartet, dass dieser Selbstmord begeht. Die Stellung der Frau bei den Werwolfjägern ist eine besondere, da sie es sind, die letztendlich die Entscheidung über die Tötung eines Werwolfs treffen. Erkenntnisse über Werwölfe sowie andere Formwandler und Kreaturen werden seit Generationen in einem sogenannten Bestiarium gesammelt und weitergegeben.
Zu den Jagdwaffen der Werwolfjäger zählen Pistolen, Armbrüste, Pfeil und Bogen, Elektroschocker und Jagdmesser. Die Patronenhülsen und Pfeilspitzen sind in der Regel mit Eisenhut gefüllt, das eine schnelle Wundheilung verhindern soll. Weiterhin kommen bei der Jagd auch Blendgranaten, Fallen und Schwerter zum Einsatz, zum Aufspüren zudem Nachtsichtgeräte und Ultraschallsensoren. Zum Foltern wird gelegentlich Strom eingesetzt. Eine geringe Spannung bewirkt, dass sich Werwölfe nicht mehr verwandeln können, aber auch dass Wunden nicht mehr schnell heilen. Ein hoher Stromfluss kann tödlich sein.

### Kanimas
Kanimas sind keine Werwölfe, jedoch genau wie sie Gestaltenwandler. Bei Kanimas handelt es sich um eine Mutation aus Werwolfgenen, die ihre Transformation nicht vollständig abschließen können, bis ein in der Vergangenheit liegendes Problem gelöst wird. Im Gegensatz zu Werwölfen sucht ein Kanima (in seiner Beta-Form) kein Rudel, sondern einen Meister. Wenn der Meister eines Kanimas tot ist, so sucht er sich einen neuen.
Ein Kanima ist ungefähr so groß wie ein Mensch, hat grünliche Schuppen, einen langen Greifschwanz sowie Krallen, die ein Sekret absondern, das seine Opfer für mehrere Stunden paralysieren kann. In seiner Alpha-Form soll er zudem über Flügel verfügen.

### Druiden
Druiden (gälisch „die weise Eiche“) sind wichtige Berater eines Werwolfrudels. Meist weiß allerdings nur der Alpha selbst, wer der Druide des Rudels ist. Das Erkennungssymbol der Druiden ist der Fünffachknoten. Ein besonderer Ort für Druiden ist der Nemeton, ein heiliger Baum.
Darach
„Darach“ (gäl. „die dunkle Eiche“) ist die Bezeichnung für einen vom rechten Weg abgekommenen Druiden. Im Rahmen einer rituellen Opferung will er jeweils drei Menschen aus fünf Personengruppen – nämlich Jungfrauen, Krieger, Heiler, Philosophen und Beschützer – töten, um dann deren Fähigkeiten zu erlangen. In den ersten 6 Mordfällen führt der Darach den dreifachen Tod aus. Stumpfe Gewalteinwirkung auf den Hinterkopf, Strangulation mit einem Würgeisen, durchgeschnittene Kehle. Die darauffolgenden Morde begeht er, indem er die Opfer an den Händen aufhängt. Derselbe Strick ist auch um den Hals des Opfers gelegt. Solange das Opfer noch bei Kräften ist, gelingt es ihm, sich immer wieder ein wenig am Seil hochzuziehen, sodass es atmen kann. Sobald die Kräfte aber nachlassen, gelingt es ihm nicht mehr und es stirbt durch Strangulation.

### Kitsune
Ein Kitsune (japanisch キツネ „Fuchs“) ist wie der Werwolf ein Formwandler. Es gibt insgesamt 13 verschiedene Arten (u. a. Donner), darunter auch den Nogitsune (jap. 野狐), ein dunkler Kitsune. Wie stark ein jeweiliger Kitsune ist, hängt von der Anzahl seiner Schweife ab. Zuerst hat man gar keinen und „verdient“ sich aber nach und nach welche. Kitsune besitzen eine natürliche Aura. Diese leuchtet Hell und erinnert an Flammen. Sie hat die ungefähre Form eines Fuchses und legt sich über die menschliche Gestalt der Person. Werwölfe können die Aura mit ihren speziellen Sehkräften wahrnehmen. Erfahrene Kitsune können ihre Aura auch vor Werwölfen verstecken. Sie sind meist tückisch und hinterhältig. Dies heißt aber nicht, dass die wahre Persönlichkeit genauso ist. Laut einem Mythos können sie durch zusammenreiben ihrer Schweife ein sogenanntes Fuchsfeuer kreieren.

### Onis
Onis (jap. 鬼 „Dämon“), auch „Ninjadämonen“ genannt, sind Dämonenkrieger mit dem Ziel, den Nogitsune zu identifizieren. Sie tragen Hannya-Masken, eine Art Ninjutsu-Uniform und Ninjatōs. Ihre Augen leuchten grünlich-gelb. Ihre Gestalt ist schattenhaft und sie zeigen sich nur nachts. Sie sind weder gut noch böse. Andere übernatürliche Wesen markieren sie mit dem japanischen Schriftzeichen „己“ (jap. onore, was einer gespiegelten „5“ ähnelt und „er/sie selbst“ bedeutet), als Zeichen, dass der Träger nicht besessen ist.

### Wendigos
Wendigos sind kannibalische Gestaltwandler, die sich von menschlichem Fleisch und Blut ernähren müssen, um zu überleben. Sie haben doppelreihige Fangzähne, ihre Augen leuchten weiß, und sie machen ein knurrendes Geräusch, wobei ihre Stimme auch zu einem hohen Gekreische werden kann. Ein Wendigo hat ähnliche übernatürliche Kräfte wie ein Werwolf, allerdings nicht die gleichen Selbstheilungskräfte.

### Chimären
Chimären (engl. Chimera, von griech. Χίμαιρα Chímaira) sind durch medizinische Experimente geschaffene Kreaturen, die zwar über übernatürliche Fähigkeiten verfügen, jedoch im engeren Sinne keine sind. Ziel dieser Versuche ist es, verschiedene Fähigkeiten einer Art mit denen einer anderen zu kombinieren. Alle Chimären tragen zwei verschiedene DNA-Sätze in sich.

### Höllenhunde
Der Höllenhund (eng. Hellhound), der sich sowohl in der griechischen als auch in der nordischen Mythologie findet, gilt als der Hüter der Toten und Wächter des Übernatürlichen. Er verfügt über die Fähigkeit, in Flammen aufzugehen, und ist auch physisch sehr stark. Die Augen eines Höllenhundes leuchten orange. Er besitzt zudem die Fähigkeit, Ebereschebarrieren zu überwinden.

### Banshee
In der Serie ist eine Banshee jemand, der den Tod anderer spürt und über einen tödlichen Schrei verfügt. Im Original sind Banshees Frauen, die bitterlich weinend bei den Familien der Toten blieben. Sie werden auch Klageweib genannt. In der Serie ist der Schrei der Banshee von übernatürlichen Wesen über mehrere Meilen zu hören. Eine Banshee kann nicht paralysiert werden.

### Anuk Ite
Die Kräfte des Anuk Ite liegen darin, Nachbarn oder gar ganze Städte gegeneinander aufzuhetzen. Dies gelingt ihm, indem es verstärkte Angstzustände und die damit verbundenen Emotionen, wie z. B. Paranoia oder Panik, bei seinen Opfern verursacht, dadurch muss der Anuk Ite nicht selbst physische Gewalt anwenden. Seine Fähigkeiten reichen so weit, dass sogar Menschen, welche nicht gewalttätig sind, ein erhöhtes Gewaltpotenzial aufweisen. Ähnlich wie der Nogitsune, nährt er sich an der Angst die er verbreitet um noch machtvoller und gefährlicher zu werden, außerdem besitzt er keine DNA. Wahrscheinlich war der Anuk Ite, aufgrund seiner Macht, ein gefangener der Wilden Jagd und gelang durch den Riss, welchen Lydia, Scott und Malia verursachten um Stiles zurückzuholen, nach Beacon Hills. Der Anuk-Ite sucht sich für jedes seiner zwei Gesichter einen menschlichen Wirtskörper. Anders als beim Nogitsune, existiert im Wirtskörper der Mensch dann scheinbar nicht mehr und wird komplett vom Anuk-Ite übernommen. Finden beide Hälften des Anuk-Ite zusammen, so entsteht daraus ein Wesen, das dem anfänglichen Körper ohne Haut ähnelt, jedoch Lila leuchtende Augen besitzt. In seinem Endstadium darf der Anuk-Ite nicht angesehen werden, da er mit nur einem Blick tötet.

### Ghost Rider
Die Ghost Riders sind Teil des Mythos der wilden Jagd. Sie kommen mit einem Gewitter, erscheinen und verschwinden mit dem Wind und hinterlassen in manchen Fällen Laub auf dem Boden. Die Ghost Riders sind immun gegen Pistolenkugeln. Sie sind unsichtbar und können nur von den Leuten gesehen werden, die sie als nächstes mit sich nehmen. Sie können auf Blitzen reiten und dadurch in jedes Gebäude gelangen. Mit ihren Revolvern und Lassos können sie die „markierten“ Personen aus der Realität entfernen. Dabei löschen sie nicht die Existenz der Person, sondern nur die Erinnerung an diese Person. Außerdem können sie einen Höllenhund unter Kontrolle bringen. Allerdings besitzen sie keine Selbstheilungskräfte und können deshalb verletzt werden.

### Nemeton
Ein Nemeton ist ein Baum, der als heilige Stätte fungiert, die von Druiden geweiht wird. Sie wählen den größten und ältesten Baum in einem Hain aus. Dieser wird dann zum Herzstück ihrer Rituale und repräsentiert die Welt. Der Nemeton von Beacon Hills ist nur noch ein Baumstumpf, dieser hält jedoch den Nogitsune gefangen. Durch den Tod einer Jungfrau (Dereks Jugendliebe Paige) an den Wurzeln des Nemetons erlangte dieser neue Kraft. Diese wirkt wie ein Leuchtfeuer für übernatürliche Kreaturen und zieht diese nach Beacon Hills. Des Weiteren wurde durch die neue Kraft der Nogitsune freigelassen.

## Produktion

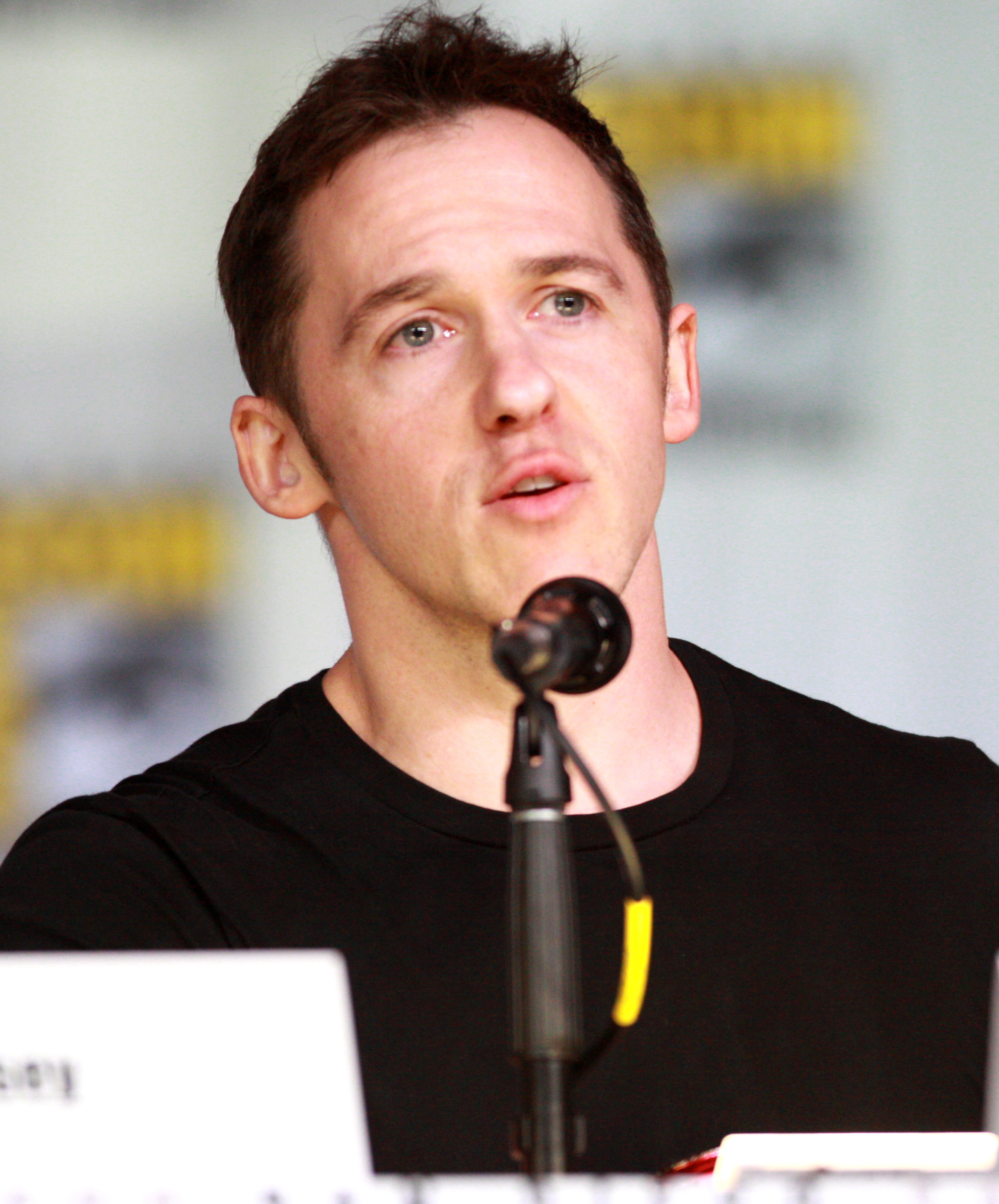
Jeff Davis, Schöpfer und Executive Producer von Teen Wolf

Im Juni 2009 verkündete MTV, dass sie eine Fernsehserie zu dem gleichnamigen Film Teen Wolf aus dem Jahr 1985 produzieren werden. Allerdings hat die Serie wenig bis gar keinen Bezug zum titelgebenden Film, so wurden einige Figuren und Handlungsstränge abgeändert oder weggelassen. Im Dezember 2009 wurden Tyler Posey, Crystal Reed, Tyler Hoechlin und Dylan O’Brien für Hauptrollen verpflichtet. Die Dreharbeiten für die ersten zwölf Folgen begannen im Oktober 2010 in Atlanta, Georgia.
Am 13. Juli 2011 gab MTV die Produktion einer zweiten Staffel mit weiteren zwölf Episoden bekannt. Für die zweite Staffel wurden am 5. Dezember 2011 Michael Hogan, John Wesley Shipp, Stephen Lunsford und Daniel Sharman für Gastauftritte verpflichtet. Am 17. Dezember 2011 wurden noch Gage Golightly und Sinqua Walls für wichtige Nebenrollen gecastet.
Ein Jahr später, am 13. Juli 2012, gab MTV die Verlängerung um eine volle dritte Staffel bekannt, die aus 24 Episoden bestehen wird. Im August 2012 wurde Daniel Sharman vom Nebendarsteller zum Hauptdarsteller befördert. Im Oktober 2012 wurde bekannt gegeben, dass Colton Haynes aufgrund von gescheiterten Vertragsverhandlungen für die dritte Staffel nicht zurückkehren wird. Für die dritte Staffel wurden Haley Webb, Adelaide Kane, Charlie Carver und Max Carver für Nebenrollen gecastet. Die Dreharbeiten für die dritte Staffel fanden in Los Angeles, Kalifornien statt.
Am 11. Oktober 2013 bestellte MTV eine zwölfteilige vierte Staffel. Als Ausstrahlungsbeginn wurde der 23. Juni 2014 angesetzt. Im Juli 2014 verlängerte MTV die Serie um eine fünfte Staffel mit zwanzig Episoden.
Im Juli 2015 verlängerte MTV die Serie um eine sechste Staffel.
Im Juli 2016 gab MTV das Ende der Serie nach sechs Staffeln und 100 Folgen bekannt.

## Besetzung und Synchronisation
Die deutsche Synchronisation entstand nach einem Dialogbuch und unter der Dialogregie von Frank Preissler durch die Synchronfirma Berliner Synchron AG Wenzel Lüdecke in Berlin.

### Hauptbesetzung

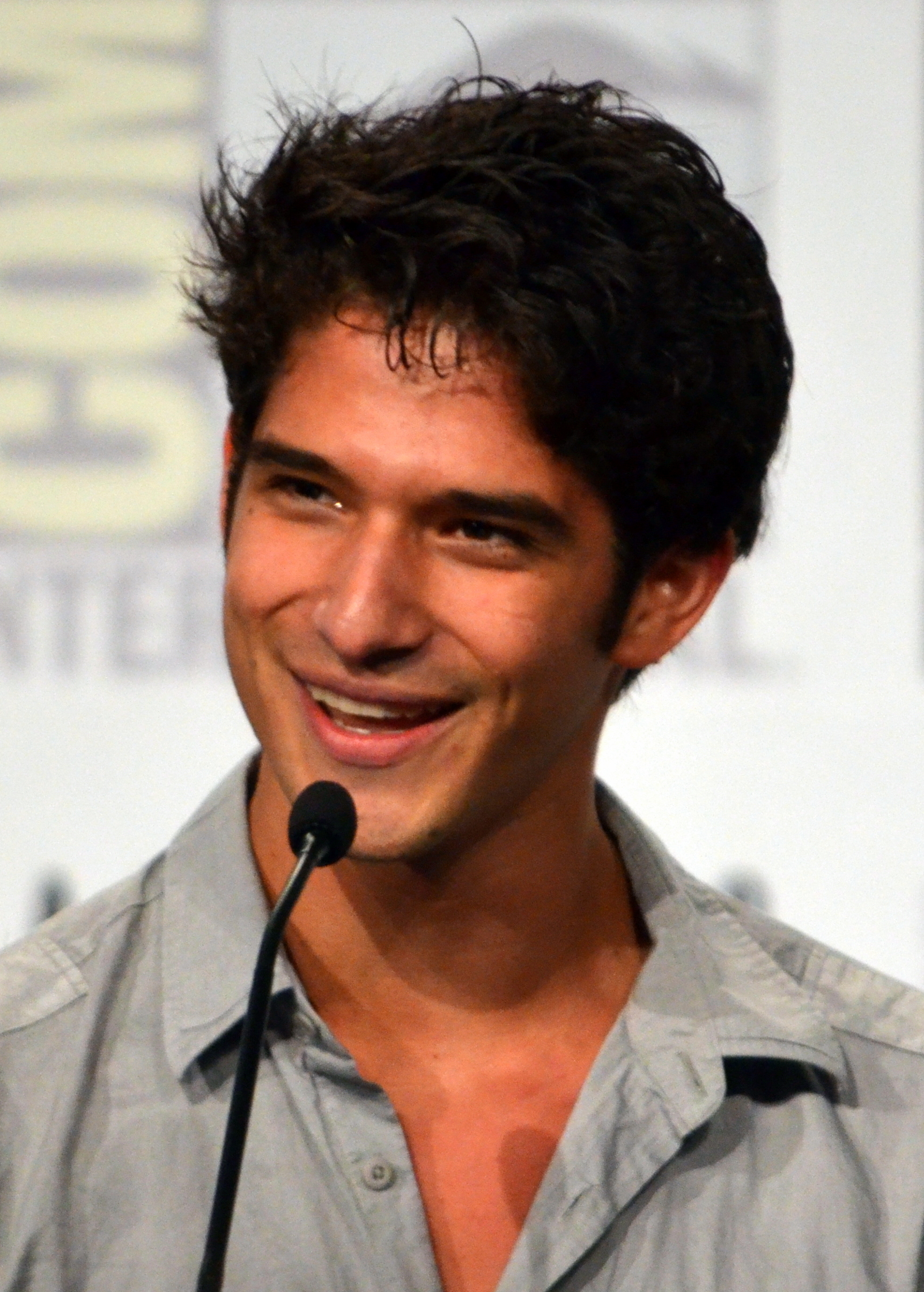
Tyler Posey spielte Scott McCall
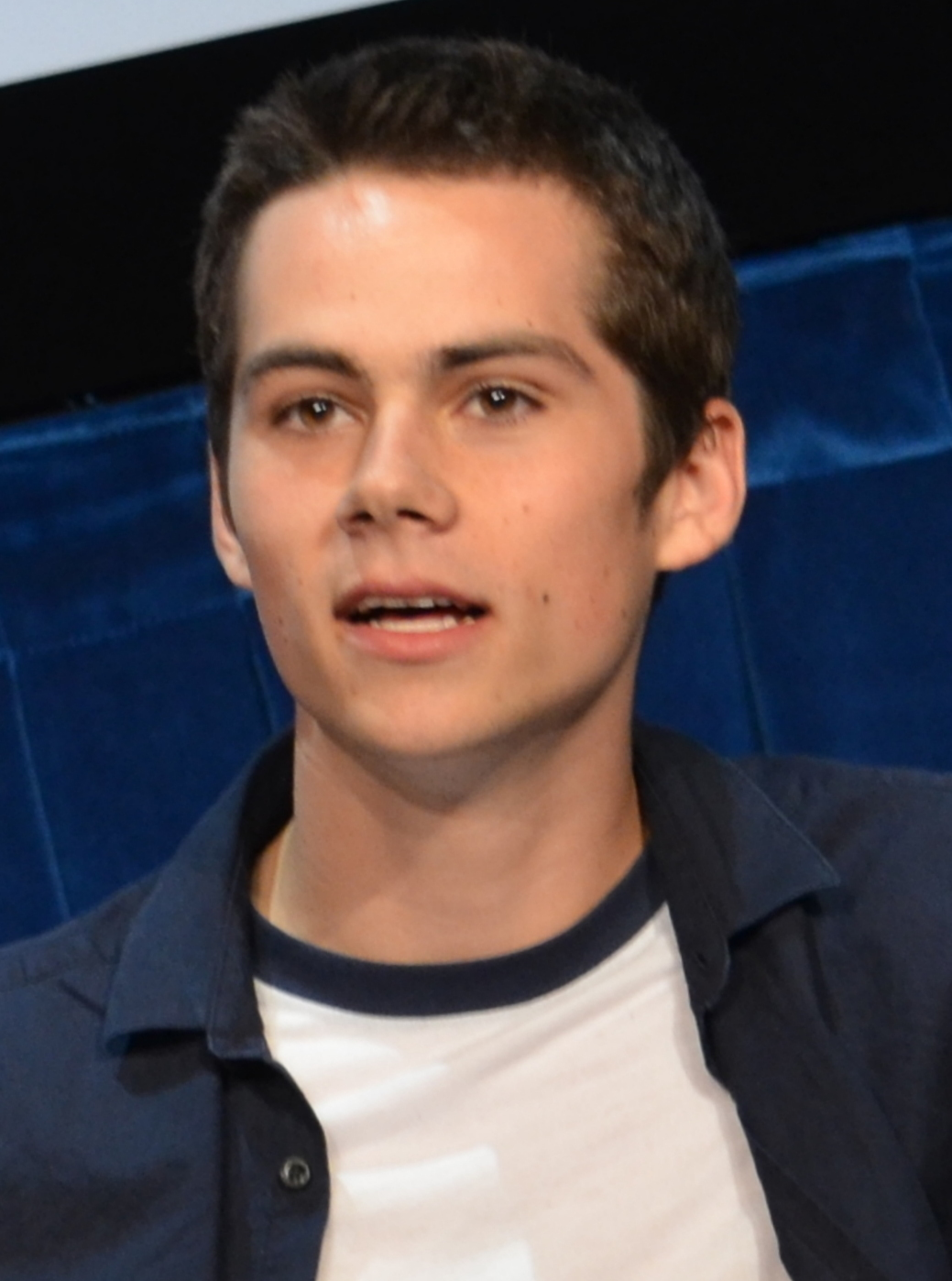
Dylan O’Brien spielte Mieczyslaw 'Stiles' Stilinski
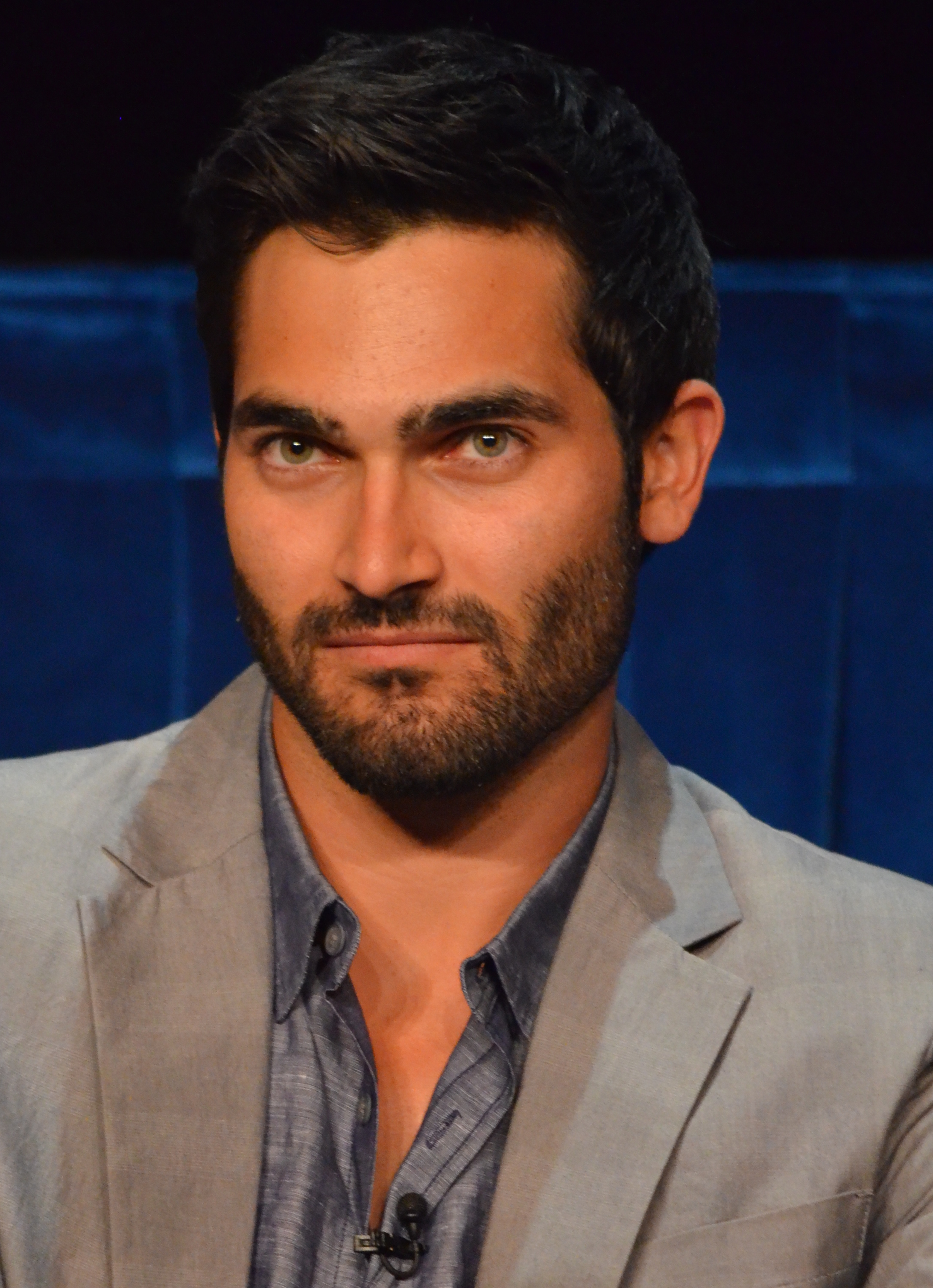
Tyler Hoechlin spielte Derek Hale
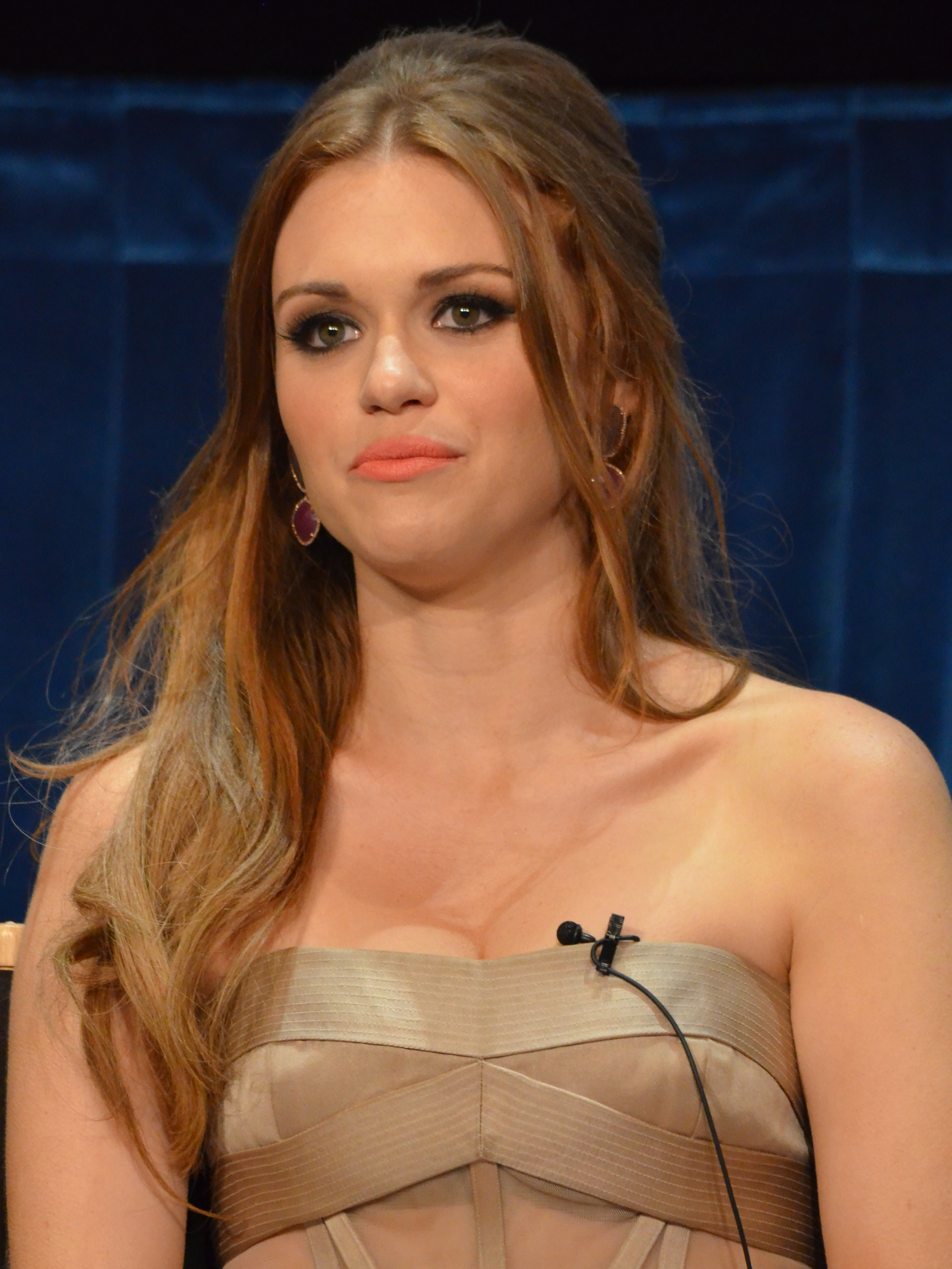
Holland Roden spielte Lydia Martin
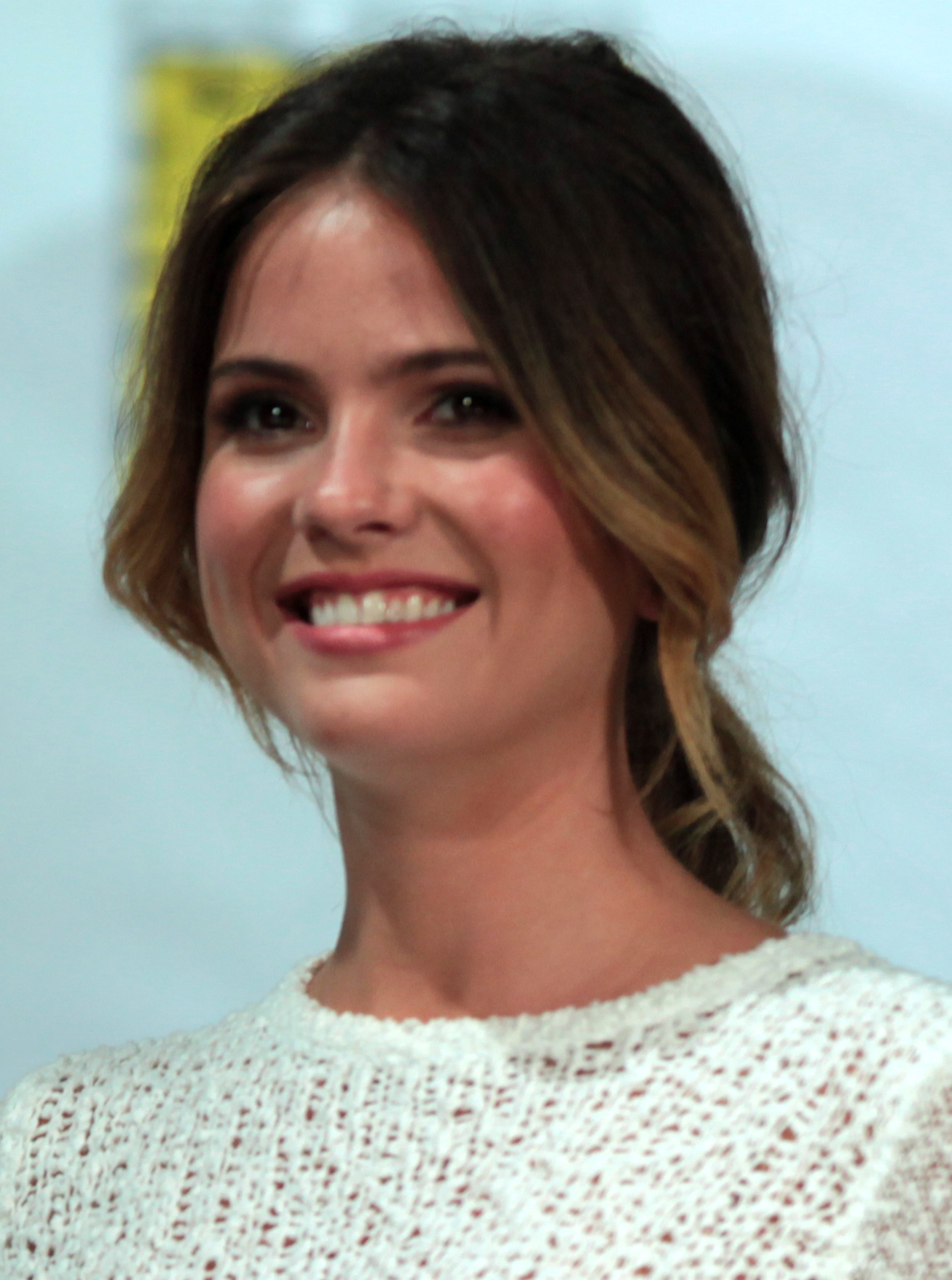
Shelley Hennig spielte Malia Tate/Hale
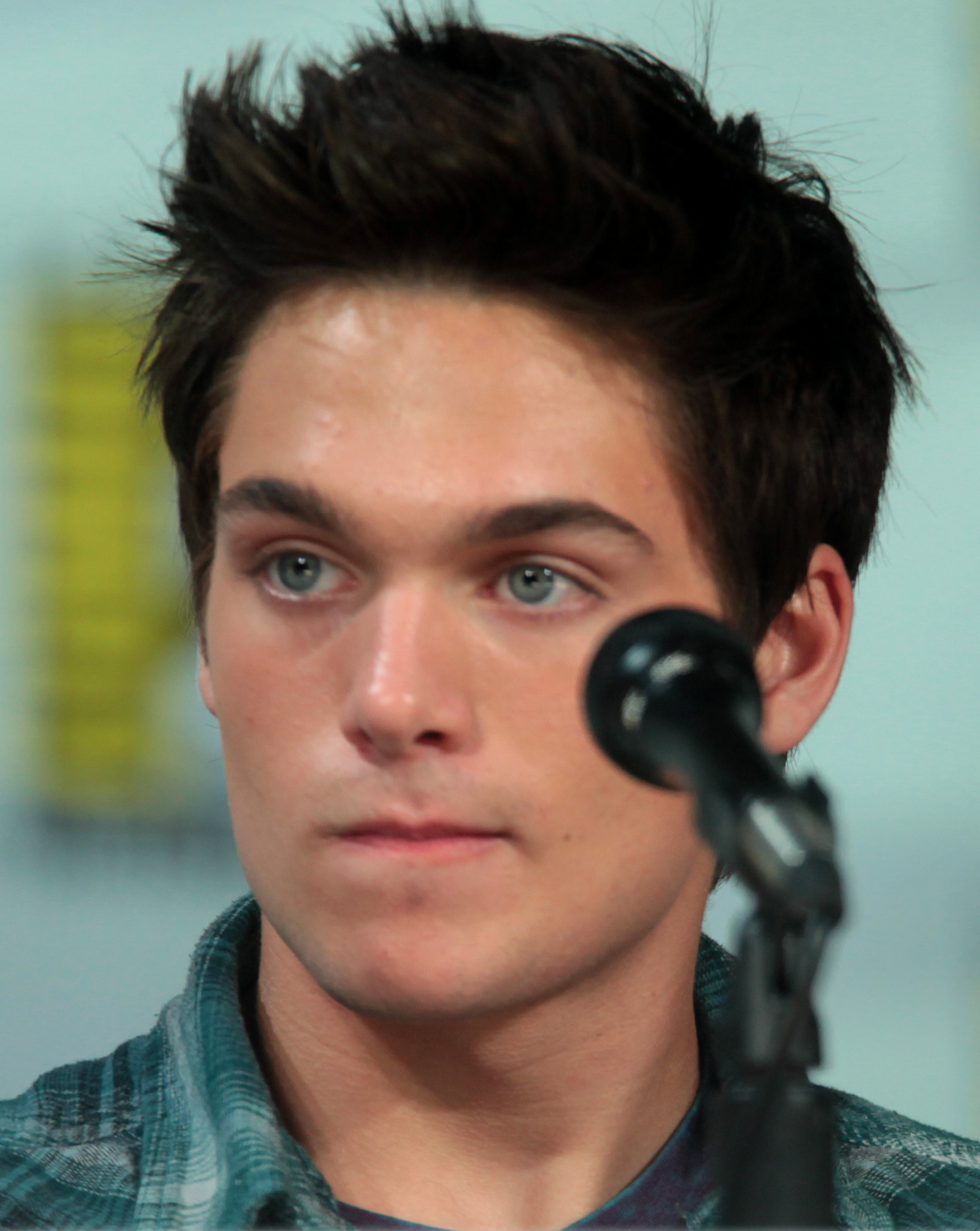
Dylan Sprayberry spielte Liam Dunbar
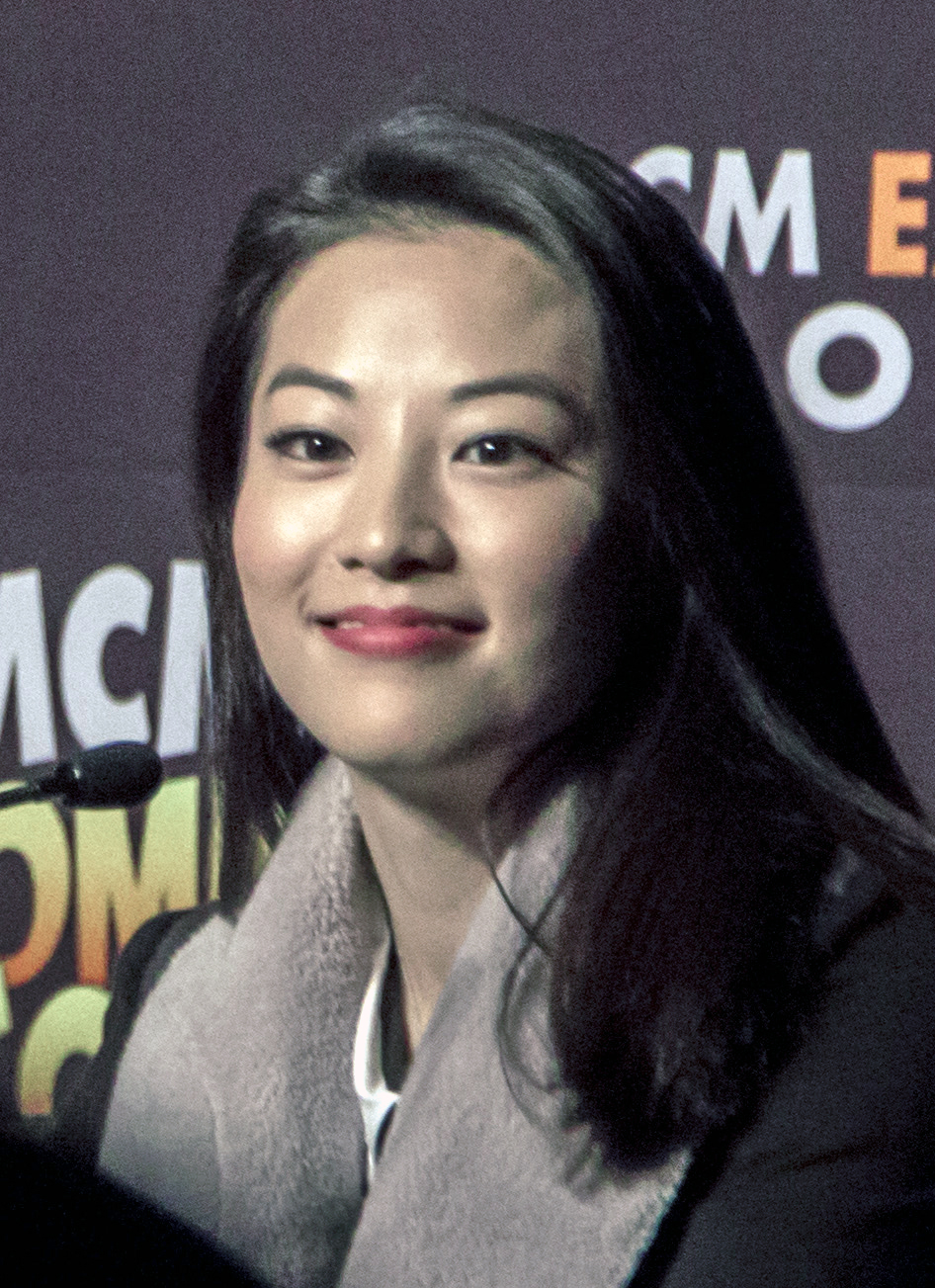
Arden Cho spielte Kira Yukimura
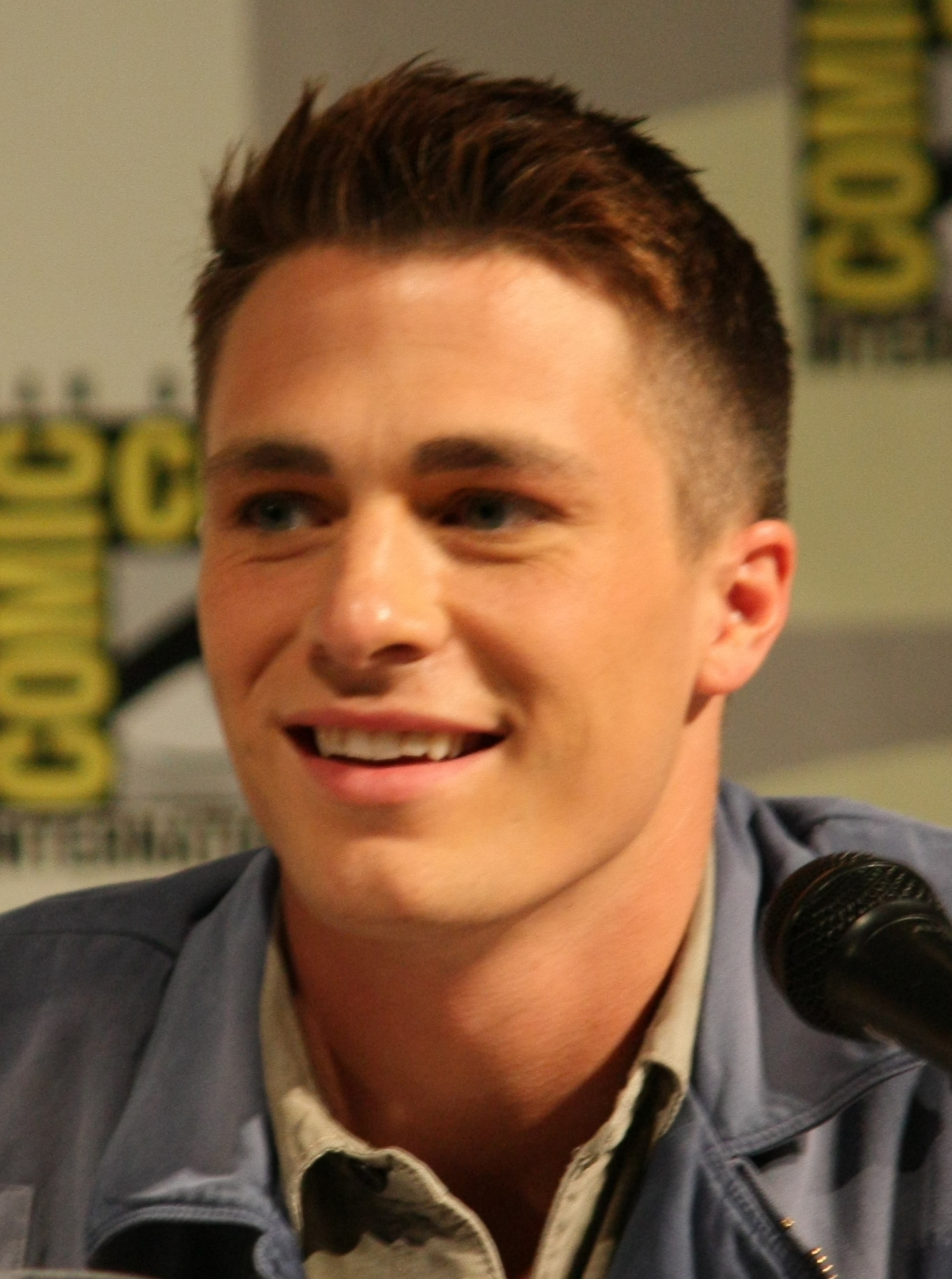
Colton Haynes spielte Jackson Whittemore
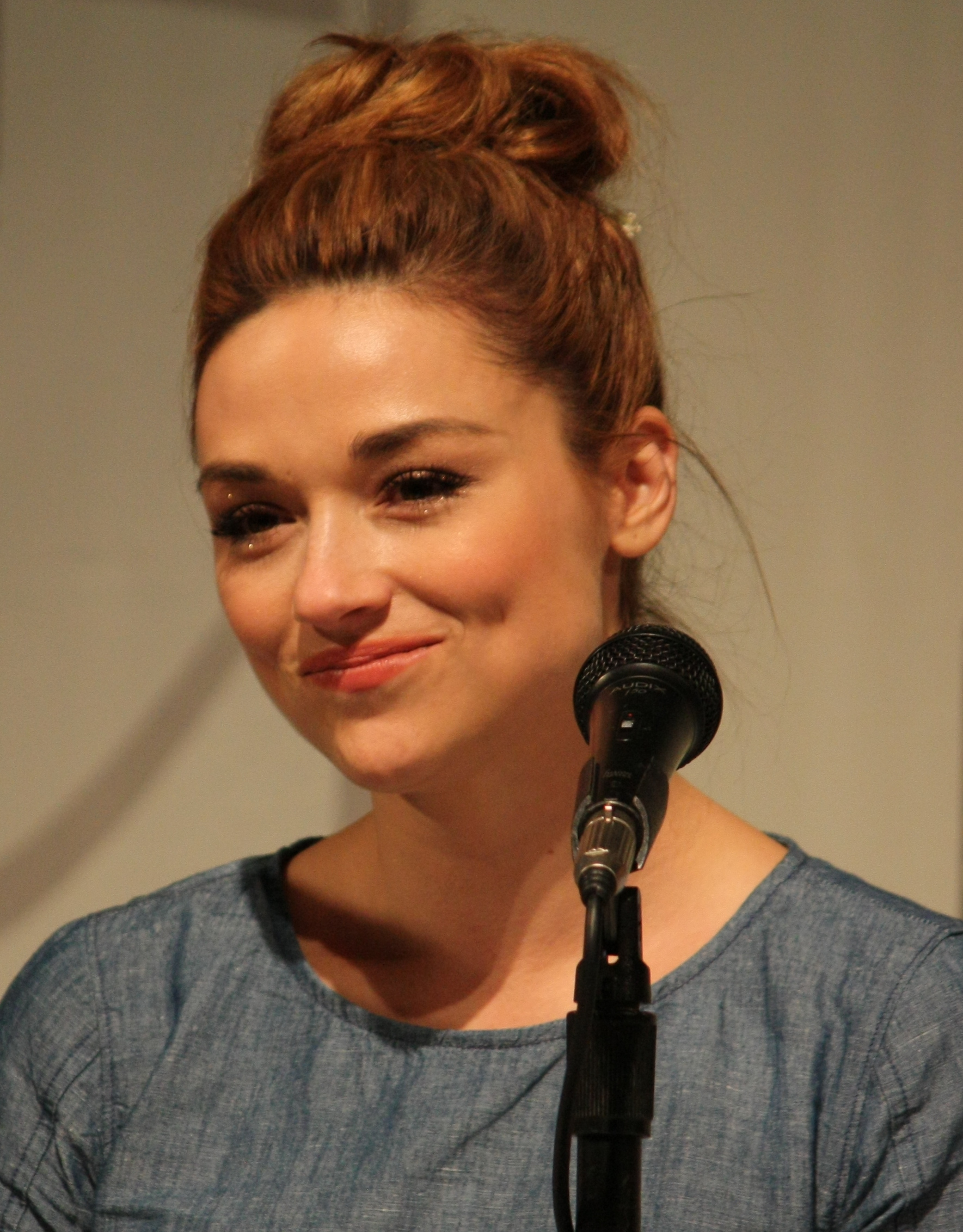
Crystal Reed spielte Allison Argent

| Rollenname                    | Schauspieler     | Hauptrolle (Folgen) | Nebenrolle (Folgen)  | Synchronsprecher  | Spezies                                                              |
| ----------------------------- | ---------------- | ------------------- | -------------------- | ----------------- | -------------------------------------------------------------------- |
| Scott McCall                  | Tyler Posey      | 1.01–6.20           |                      | Jan Makino        | Werwolf (gebissen)                                                   |
| Lydia Martin                  | Holland Roden    | 1.01–6.20           |                      | Josefin Hagen     | Banshee (gebürtig; Fähigkeiten durch Werwolfbiss ans Licht gebracht) |
| Mieczyslaw „Stiles“ Stilinski | Dylan O’Brien    | 1.01–6.10           | 6.11, 6.20           | Ricardo Richter   | Mensch, zeitweise Nogitsune                                          |
| Derek Hale 1                  | Tyler Hoechlin   | 1.01–4.12           | 6.19–6.20            | Jaron Löwenberg   | Werwolf (gebürtig)                                                   |
| Allison Argent                | Crystal Reed 3   | 1.01–3.23           | 5.18                 | Damineh Hojat     | Mensch; (kurzzeitig) Werwolfjägerin                                  |
| Jackson Whittemore            | Colton Haynes    | 1.01–2.12           | 6.17, 6.20           | Michael Baral     | halb Kanima, halb Werwolf (gebissen)                                 |
| Malia Tate/Hale               | Shelley Hennig   | 4.01–6.20           | 3.14, 3.20, 3.24     | Melanie Isakowitz | Werkojote (gebürtig)                                                 |
| Kira Yukimura                 | Arden Cho        | 4.01–5.20           | 3.13–3.24            | Maria Hönig       | Donner-Kitsune (gebürtig)                                            |
| Liam Dunbar                   | Dylan Sprayberry | 5.01–6.20           | 4.03–4.12            | Marcel Mann       | Werwolf (gebissen)                                                   |
| Sheriff Noah Stilinski        | Linden Ashby     | 6.01–6.20           | 1.01–5.20            | Stefan Gossler    | Mensch                                                               |
| Melissa McCall                | Melissa Ponzio   | 6.01–6.20           | 1.01–5.20            | Anke Reitzenstein | Mensch                                                               |
| Christopher „Chris“ Argent    | JR Bourne        | 6.01–6.20           | 1.01–4.12, 5.11–5.20 | Thomas Schmuckert | Mensch, (ehemaliger) Werwolfjäger                                    |

1 Ian Nelson spielt die jüngere Version von Derek Hale in den Episoden 3.08 sowie 4.01–4.02. Dabei wurde er von Sebastian Fitzner synchronisiert.

2 In der zweiten Hälfte der dritten Staffel außerdem Wirtskörper für den Nogitsune (der Antagonist des Staffelteils), am Ende auch als manifestierte Kopie von Stiles (ebenfalls gespielt von O’Brien). Die Nogitsune-Gedankenstimme im englischen Original stammt von Aaron Hendry.

3 Crystal Reed hat in der Folge 5x18 einen Gastauftritt als Marie-Jeanne Valét, eine Vorfahrin von Allison.

### Nebenbesetzung
| Rollenname                           | Schauspieler                                                             | Nebenrolle (Folgen)                                                                               | Synchronsprecher                                         | Rollenbeschreibung | Spezies                                                            |
| ------------------------------------ | ------------------------------------------------------------------------ | ------------------------------------------------------------------------------------------------- | -------------------------------------------------------- | --- | ------------------------------------------------------------------ |
| Peter Hale                           | Ian Bohen                                                                | 1.01–1.12 (ab Folge 1.04 zum ersten Mal in menschlicher Gestalt), 2.07–4.12, 6.05–6.10, 6.17–6.20 | Sven Gerhardt                                            | Onkel von Derek, Laura und Cora sowie Vater von Malia Tate, zunächst Alpha- dann Omega-Werwolf (mit blauen Augen); Antagonist der 1. Staffel und der 4. Staffel. (Ohne sich daran zu erinnern, entwarf er in der Zeit nach dem Feuer den Plan des „Benefactors“) | Werwolf (gebürtig)                                                 |
| Peter Hale                           | Michael Fjordbak                                                         | 2.02–2.07, 3.08, 4.02                                                                             | Dirk Petrick                                             | Lydias Halluzination in der 2. Staffel, Junger Peter Hale in Rückblicken in den Episoden 3.08 und 4.02 | Werwolf (gebürtig)                                                 |
| Coach Bobby Finstock                 | Orny Adams                                                               | 1.01–4.12, 5.17, 6.02–6.04, 6.11–6.20                                                             | Sebastian Christoph Jacob                                | Lehrer für Wirtschaft und Sport an der Beacon Hills High School sowie Trainer der Lacrosse-Mannschaft BHHS Cyclones | Mensch                                                             |
| Victoria Argent                      | Eaddy Mays                                                               | 1.01–2.09, 3.04–3.05, 3.12                                                                        | Bettina von Nordhausen                                   | Mutter von Allison sowie Ehefrau von Chris, zeitweise Vertretungslehrerin und Sekretärin an der Beacon Hills High School; Werwolfjägerin, begeht Selbstmord ,nachdem sie gebissen wurde. Erscheint später in den Halluzinationen von Allison | Mensch                                                             |
| Danny Mahealani                      | Keahu Kahuanui                                                           | 1.02–3.24                                                                                         | Benjamin Stöwe                                           | Ehemaliger Schüler an der Beacon Hills High School, Computergenie, bester Freund von Jackson, offen homosexuell, zeitweise in Beziehung mit Ethan. | Mensch                                                             |
| Adrian R. Harris                     | Adam Fristoe                                                             | 1.03–3.04                                                                                         | Bernd Vollbrecht                                         | Lehrer für Chemie an der Beacon Hills High School, galt lange Zeit als Teil der Ritualmorde als vermisst | Mensch                                                             |
| Dr. Alan Deaton                      | Seth Gilliam                                                             | 1.03–6.20                                                                                         | Jörg Hengstler                                           | Bruder von Marin Morell, Tierarzt, Scotts Chef in der Tierklinik, spricht fließend Japanisch; Druiden-Abgesandter der Hale-Familie, später von Scotts Rudel | Druide / Abgesandter                                               |
| Katherine „Kate“ Argent              | Jill Wagner                                                              | 1.04–1.12, 3.13–3.14, 3.24–4.12, 6.19–6.20                                                        | Heike Schroetter                                         | Tante von Allison, Schwester von Chris sowie Tochter von Gerard; Werwolfjägerin, Antagonistin der 1. Staffel, erscheint später in den Halluzinationen von Allison, wird unabsichtlich von Peter in einen Werjaguar verwandelt, taucht zum Ende der 3. Staffel als der gesuchte „She-Wolf“ auf. Antagonistin der 4. Staffel | Mensch (Werwolfjäger) (1. Staffel) Werjaguar (ab ihrem „Tod“)      |
| Natalie Martin                       | Susan Walters                                                            | 1.05–6.11                                                                                         | Wicki Kalaitzi                                           | Lydias Mutter; Lehrerin an der Beacon Hills Highschool, in der zweiten Hälfte der 6. Staffel Direktorin | Mensch                                                             |
| Isaac Lahey                          | Daniel Sharman                                                           | 2.01–3.24                                                                                         | Jeffrey Wipprecht                                        | Schüler an der Beacon Hills High School. Mitglied in Dereks Rudel, danach in Scotts Rudel. Verlässt am Ende der dritten Staffel Beacon Hills | Werwolf (gebissen)                                                 |
| Gerard Argent                        | Michael Hogan                                                            | 2.01–2.12, 3.06–3.08, 5.12–5.20, 6.12–6.20                                                        | Uli Krohm                                                | Großvater von Allison, Vater von Kate und Chris, zeitweise Rektor der Beacon Hills High School, an Krebs erkrankt; Werwolfjäger, Antagonist der 2. Staffel als 2. Kanima-Meister sowie Antagonist von 6b. Wird im Serienfinale von Kate umgebracht | Mensch                                                             |
| Matt Daehler                         | Stephen Lunsford                                                         | 2.01–2.10                                                                                         | René Dawn-Claude                                         | Schüler an der Beacon Hills High School, Fotograf; Antagonist der 2. Staffel als 1. Kanima-Meister, verstorben | Mensch                                                             |
| Erica Reyes                          | Gage Golightly                                                           | 2.03–2.12, 3.07                                                                                   | Sandrine Mittelstädt                                     | Schülerin an der Beacon Hills High School, 2. Beta-Werwölfin in Dereks Rudel, verstorben | Werwolf (gebissen)                                                 |
| Vernon Boyd                          | Sinqua Walls                                                             | 2.03–3.07                                                                                         | Peter Lontzek                                            | Schüler an der Beacon Hills High School, 3. Beta-Werwolf in Dereks Rudel, verstorben | Werwolf (gebissen)                                                 |
| Marin Morrell                        | Bianca Lawson                                                            | 2.04–3.20                                                                                         | Anita Hopt                                               | Schwester von Dr. Deaton, Lehrerin für Französisch und Vertrauenslehrerin an der Beacon Hills High School; Druiden-Abgesandte von Deucalions Rudel, später des Alpharudels | Druide                                                             |
| Deucalion                            | Gideon Emery                                                             | 3.01–3.12, 5.14–5.20, 6.17–6.20                                                                   | Christoph Banken                                         | Alpha-Werwolf und Anführer des Alpharudels, war blind; Antagonist der ersten Hälfte der 3. Staffel, nennt sich Dämonenwolf, verstorben | Werwolf                                                            |
| Ennis                                | Brian Patrick Wade                                                       | 3.01–3.08                                                                                         | Karlo Hackenberger                                       | Alpha-Werwolf im Alpharudel, hat auf Dereks bitte seine Jugendliebe Paige gebissen, verstorben | Werwolf                                                            |
| Kali                                 | Felisha Terrell                                                          | 3.01–3.12                                                                                         | Nadine Zaddam                                            | Alpha-Werwölfin im Alpharudel, ist immer barfuß unterwegs, verstorben | Werwolf                                                            |
| Aiden Jacob Steiner                  | Max Carver                                                               | 3.01–3.24, 5.01                                                                                   | Fabian Oscar Wien                                        | Zwillingsbruder von Ethan, Schüler an der Beacon Hills High School; zunächst Alpha-Werwolf im Alpharudel mit der Fähigkeit sich zusammen mit seinem Bruder in eine größere Kreatur verwandeln zu können, zeitweise in Beziehung mit Lydia, später Omega-Werwolf, verstorben | Werwolf                                                            |
| Ethan Conrad Steiner                 | Charlie Carver                                                           | 3.01–3.24, 6.17–6.20                                                                              | Steven Merting                                           | Zwillingsbruder von Aidan, Schüler an der Beacon Hills High School, homosexuell; zunächst Alpha-Werwolf im Alpharudel mit der Fähigkeit sich zusammen mit seinem Bruder in eine größere Kreatur verwandeln zu können, zeitweise in Beziehung mit Danny, später Omega-Werwolf, in einer Beziehung mit Jackson in London | Werwolf                                                            |
| Braeden                              | Meagan Tandy                                                             | 3.01, 3.13, 4.01–4.12, 5.10–5.20                                                                  | Sarah Riedel                                             | Söldnerin, die hin und wieder Aufträge annimmt und Scott und seinen Freunden das ein oder andere Mal das Leben rettete. Ehemaliger US-Marshal. Nicht mehr im Dienst durch ihre Besessenheit in der Suche nach jemandem namens 'The Desert Wolf'. Freundin von Derek. | Mensch                                                             |
| Cora Hale                            | Adelaide Kane                                                            | 3.01–3.12                                                                                         | Julia Stoepel                                            | Jüngere Schwester von Derek und Laura sowie Nichte von Peter; Beta-Werwölfin in Dereks Rudel | Werwolf (gebürtig)                                                 |
| Jennifer Blake früher: Julia Baccari | Haley Webb                                                               | 3.01–3.12, 6.20                                                                                   | Nina Herting                                             | Lehrerin für Englisch an der Beacon Hills High School; Antagonistin der ersten Hälfte der 3. Staffel als Darach, ehemals Druiden-Abgesandte von Kalis Rudel, verstorben | Druide, Darach                                                     |
| Agent Rafael McCall                  | Matthew Del Negro                                                        | 3.11–4.08, 6.15–6.20                                                                              | Felix Spieß                                              | Vater von Scott, Ex-Ehemann von Melissa, Agent beim FBI, ehemaliger Trinker | Mensch                                                             |
| Talia Hale                           | Alicia Coppola                                                           | 3.08                                                                                              | Heide Domanowski                                         | Mutter von Derek, Laura und Cora sowie ältere Schwester von Peter; Alpha-Werwölfin, mit der Fähigkeit sich vollständig in einen Wolf verwandeln zu können und Erinnerungen (mit der Technik die Alphas zum „Gedanken lesen“ nutzen) zu löschen; verstorben | Werwolf (gebürtig)                                                 |
| Ken Yukimura                         | Tom T. Choi                                                              | 3.13–5.19                                                                                         | Gerrit Hamann                                            | Vater von Kira, Ehemann von Noshiko Yukimura, Geschichtslehrer an der Beacon Hills High School | Mensch                                                             |
| Araya Calavera                       | Ivonne Coll                                                              | 3.14–4.12                                                                                         | Joseline Gassen                                          | Werwolfjägerin, die vor einigen Jahren bereits Bekanntschaft mit Derek Hale gemacht hat | Mensch                                                             |
| Noshiko Yukimura                     | Tamlyn Tomita                                                            | 3.15–5.13, 6.06                                                                                   | Dana Friedrich                                           | Mutter von Kira, Ehefrau von Ken Yukimura, ist über 900 Jahre alt und kann nicht krank werden, ist von japanischer Herkunft, hat den Nogitsune 1943 entfesselt, ist die Hüterin der Oni | Kitsune                                                            |
| Jordan Parrish                       | Ryan Kelley                                                              | 3.18–6.20                                                                                         | Daniel Montoya                                           | Deputy in Beacon Hills | Höllenhund                                                         |
| Meredith Walker                      | Maya Eshet                                                               | 3.20–4.10, 5.12–5.16                                                                              | Maja Maneiro                                             | Patientin im Eichen House (Nervenheilanstalt); ist der sogenannte „Benefactor“ (Wohltäter); Antagonistin der 4. Staffel | Banshee                                                            |
| Sean Walcott                         | Glenn McCuen                                                             | 4.03                                                                                              | Dirk Stollberg                                           | Seine Familie wurde ermordet, er konnte fliehen und wird von einem Attentäter ermordet, wollte Liam umbringen, verstorben | Wendigo                                                            |
| Garrett                              | Mason Dye                                                                | 4.03–4.06                                                                                         | Henning Nöhren                                           | Lacrosse-Spieler; Freund von Mason und Liam, Freund von Violet; Attentäter des Benefactors; verstorben | Mensch                                                             |
| Violet                               | Samantha Logan                                                           | 4.04–4.06                                                                                         | Anne Düe                                                 | Freundin von Garrett; Schülerin an der Beacon Hills Highschool; Attentäterin des Benefactors; verstorben | Mensch                                                             |
| Mason Hewitt                         | Khylin Rhambo                                                            | 4.04–6.20                                                                                         | Simon Derksen                                            | Freshman an der Beacon Hills High School, guter Freund von Liam und Garrett; offen homosexuell, Freund von Corey | Mensch (zeitweise Chimäre; gemachtes Biest von Gévaudan)           |
| Brett Talbot                         | Cody Saintgnue                                                           | 4.05–5.17, 6.12–6.13, 6.16                                                                        | Julian Tennstedt                                         | Beta-Werwolf sowie ein Lacrosse-Spieler von Liams alter Schule, versteht sich anfangs nicht gut mit Liam, hilft ihm allerdings sehr, mit der Situation als Werwolf klarzukommen, woraus eine Freundschaft entsteht. Seine Eltern starben, ähnlich wie bei Derek, bei einem Brand. Gehört zu Satomis Rudel; Bruder von Lori; offen Bisexuell; stirbt zu Beginn von Staffel 6b, nachdem er vergiftet, gejagt und von einem Auto angefahren wurde. | Werwolf (gebürtig)                                                 |
| Lorilee Rohr/Lori Talbot             | Lily Bleu Andrew                                                         | 4.10, 5.17, 6.04, 6.08, 6.13                                                                      | Alice Bauer                                              | Beta-Werwolf in Satomis Rudel mit der Fähigkeit ihren Geruch zu verbergen, ihre Eltern starben bei einem Brand. Hat auf der Todesliste einen Wert von 250.000 Dollar, Schwester von Brett; stirbt zu Beginn von Staffel 6b, nachdem sie von einem Auto angefahren wurde. | Werwolf (gebürtig)                                                 |
| Dr. Gabriel Valack                   | Steven Brand                                                             | 4.11–5.16                                                                                         | Oliver Siebeck                                           | Weiß mehr über die Dread Doctors, als er zugibt; hat das Buch „The Dread Doctors“ geschrieben. Behandelt Lydia mithilfe der Trepanation um ihre Fähigkeiten zu verstärken; Wird von Lydias Todes-Schrei getötet. | Mensch                                                             |
| Theo Raeken                          | Cody Christian                                                           | 5.01–5.20, 6.06–6.20                                                                              | Nick Forsberg                                            | Beta-Werwolf sowie alter Freund von Scott und Stiles. Gibt an vom ehemaligen Alpha von Ethan und Aiden gebissen worden zu sein. Arbeitet mit den Doktoren zusammen; Alpha des Chimären-Rudels, erste Chimäre. Kira bringt die Skinwalker dazu seine Schwester nach Beacon Hills zu bringen, sie kommt aus dem Boden und zieht Theo mit sich runter. Taucht zu Beginn der sechsten Staffel durch einen Riss im Boden, verursacht durch Kiras Schwert, wieder auf, erinnert sich an Stiles und weiß viel über die Wilde Jagd. Wird in 6b ein Verbündeter von Scotts Rudel | Chimäre (gemachter Werkojote-Hybrid)                               |
| Donovan Donati                       | Ashton Moio                                                              | 5.01–5.05                                                                                         | Amadeus Strobl                                           | Gefangener im Beacon Hills Polizeirevier, wird von den Dread Doctors gefangen genommen, will Stiles foltern, um dem Sheriff seelisch weh zu tun. Wird unabsichtlich von Stiles getötet. | Chimäre (gemachter Wendigo-Hybrid)                                 |
| Hayden Romero                        | Victoria Moroles                                                         | 5.02–6.10                                                                                         | Olivia Büschken                                          | Eine Schülerin aus Liams alter Schule, die nach Beacon Hills gewechselt hat. Will sich für Vergangenes an Liam rächen. Kommt später mit Liam zusammen. Wird von den Doktoren umgebracht, Theo belebt sie wieder. Verlässt Liam und Beacon Hills am Ende von 6b | Chimäre (gemachte Werwolf-Jaguar-Hybride) später Werwolf(gebissen) |
| Tracy Stewart                        | Kelsey Chow                                                              | 5.02–5.20                                                                                         |                                                          | Eine Bekannte von Lydia; Ihr Vater war Anwalt; Sie hat Schlafstörungen; Wird von den Dread Doctors daran erinnert, was sie ist und wird darauf von ihnen verfolgt; ermordete ihren Vater; versuchte Lydias Mutter zu ermorden; hat Lydia schwer verletzt; wurde von den Doktoren getötet; später von Theo wiederbelebt und in sein Rudel aufgenommen. Wird von Theo wegen ihrer Kräfte getötet. | Chimära (gemachte Kanima-Hybridin)                                 |
| Mrs. Finch                           | Michelle Clunie                                                          | 5.02–6.18                                                                                         | Andrea Cleven                                            | Lehrerin für Biologie an der Beacon Hills Highschool, Mutter von Quinn; Alpha-Werwolf | Werwolf                                                            |
| Corey Bryant                         | Michael Johnston                                                         | 5.04–6.20                                                                                         | Sebastian Fitzner                                        | Wurde von Lucas gefährlich verletzt, wird von den Dread Doctors ermordet, später von Theo wiederbelebt und in Theos Rudel aufgenommen. Besitzt die Fähigkeit, sich selbst und andere mit der Umgebung verschmelzen zu lassen und so „unsichtbar“ zu sein. Kann die Ghost-Rider der Wilden Jagd sehen. Freund von Mason. | Chimäre (gemacht)                                                  |
| Josh Diaz                            | Henry Zaga                                                               | 5.06–5.19                                                                                         |                                                          | Schüler an der Beacon Hills Highschool; später von Theo wiederbelebt und in Theos Rudel aufgenommen. Wird am Ende wegen seiner Kräfte von Theo getötet. | Chimäre (gemacht)                                                  |
| Claudia Stilinski                    | Joey Honsa                                                               | 5.06, 6.02–6.10                                                                                   | Silvia Mißbach                                           | Mutter von Stiles und Ehefrau von Sheriff Stilinski; eigentlich verstorben, füllt seit Stiles' Verschwinden die Lücke, welche er hinterlassen hat, um den Sheriff daran zu hindern, sich an Stiles zu erinnern. | Mensch, später Illusion der Wilden Jagd                            |
| Corrine (Der Wüstenwolf)             | Marisol Nichols                                                          | 5.08–5.20                                                                                         | Andrea Aust                                              | Mutter von Malia, nachdem sie mit Peter Hale einst eine Affäre hatte; ist der berüchtigte Wüstenwolf | Werkojote (ehemalig, Malia stiehlt ihre Kräfte)                    |
| Sebastien Valét                      | Gilles Marini                                                            | 5.18–5.20                                                                                         | François Smesny                                          | Bruder von Marie-Jeanne Valét; Das originale Biest von Gévaudan; wurde von Marie-Jeanne getötet; von den Dread Doctors wiederbelebt; das Biest hat sich in der heutigen Zeit in ihn zurückverwandelt. Wird von Lydia, Liam & Parrish getötet. | Chimäre (Das Biest von Gévaudan)                                   |
| Die Dread Doctors                    | Marti Matulis, Douglas Tait und Caitlin Dechelle und Elisabeth Carpenter | 5.01–5.19 (der Pathologe und Genetiker), 5.20 (der Chirurg), 6.20 (der Pathologe)                 | Frank Preissler (5.01–5.18), Peter Flechtner (5.19–5.20) | Die Erschaffer der Chimären. Die Erinnerung an sie kehrt erst zurück, nachdem das Buch, welches Dr. Valack über sie schrieb, gelesen wurde. Belebten das Biest wieder. Bestehen aus dem Chirurgen, dem Pathologen und dem Genetiker. Töten ihre „Kreationen“, wenn sie „gescheitert“ sind. Haben eine Verbindung zu Valack. Es stellt sich heraus, dass Marcel der Chirurg ist, Marcel war ein Freund von Sebastien. Der Pathologe und Genetiker werden von dem Biest getötet. Der Chirurg wird von Scott und Liam zu Deaton gebracht, flüchtet aber. Er stirbt vor der Klinik, nachdem er mit Sebastien sprach.                                                                            | Mensch (ehemalig), können nicht auf natürliche Weise sterben       |
| Garrett Douglas                      | Pete Ploszek                                                             | 6.01–6.10                                                                                         | Valentin Stilu                                           | Lehrer an der Beacon Hills Highschool, offensichtlicher Alpha-Werwolf; Soldat im Zweiten Weltkrieg; wollte die Wilde Jagd als Waffe im Krieg nutzen; wird über Jahrzehnte von den Dread Doctors am Leben gehalten, Ermordet in der Gegenwart Menschen, um den Schädel zu knacken und die Zirbeldrüse zu verspeisen und Machtvoller zu werden; Tötet einen Jäger der Ghost Rider und verspeist seine Zirbeldrüse, anschließend mit grünen Augen und der Fähigkeit die Waffen der Wilden Jagd mit demselben Effekt wie sie einzusetzen; scheitert während der letzten Folge der ersten Hälfte von Staffel 6 daran, die Wilde Jagd zu unterwerfen und wird letztendlich selbst ein Ghost Rider | Werwolf, später Ghost Rider                                        |
| Tamora Monroe                        | Sibongile Mlambo                                                         | 6.11–6.20                                                                                         | Esra Vural                                               | Lehrerin an der Beacon Hills Highschool, Jägerin, mit Gerard Antagonistin von 6b | Mensch                                                             |
| Nolan Holloway                       | Froy Gutierrez                                                           | 6.11–6.20                                                                                         | Jonas Frenz                                              | Schüler an der Beacon Hills Highschool; Lacrosse-Spieler | Mensch                                                             |
| Halwyn                               | Casey Deidrick                                                           | 6.11–6.18                                                                                         | Gabriel Merz                                             | Seit mehr als 100 Jahren Insasse des Eichen-Haus; will den Anuk-Ite jagen; von Monroe mit Silberkugel erschossen; von Lydia und Malia wiederbelebt; stirbt an einer Silbervergiftung durch geschmolzene Fragmente der Kugel | Höllenhund                                                         |
| Gabe                                 | Andrew Matarazzo                                                         | 6.12–6.20                                                                                         | Philip Süß                                               | Schüler an der Beacon Hills Highschool; Lacrosse-Spieler, verstorben | Mensch                                                             |
| Aaron                                | Rhenzy Feliz                                                             | 6.12–6.18                                                                                         | Linus Drews                                              | Schüler an der Beacon Hills Highschool; Lacrosse-Spieler; einer der Wirtskörper für den Anuk-Ite | Mensch                                                             |
| Quinn Finch                          | Lucy Loken                                                               | 6.14–6.18                                                                                         | Leonie Dubuc                                             | Beta-Werwolf, wird von einem korrupten Deputy, welcher auf Gerards Seite steht, angeschossen; Tochter von Mrs. Finch; einer der Wirtskörper für den Anuk-Ite, Aaron bricht ihr in einem Kampf das Genick um beide Gesichter des Anuk-Ite zu vereinen | Werwolf (wahrscheinlich gebürtig)                                  |

## Ausstrahlung
Vereinigte Staaten
Die Serie, deren erste Episode direkt hinter den MTV Movie Awards 2011 ausgestrahlt wurde, hatte am 5. Juni 2011 ihre Premiere auf dem US-amerikanischen Sender MTV. Nach den ersten zwölf Episoden wurde die erste Staffel am 15. August 2011 beendet. Die Ausstrahlung der zweiten Staffel erfolgte von dem 3. Juni 2012 bis zum 13. August 2012. Die ersten zwölf Episoden der dritten Staffel wurden vom 3. Juni bis 19. August 2013 ausgestrahlt. Danach macht die Serie eine Pause und wurde vom 6. Januar bis zum 24. März 2014 mit den restlichen zwölf Episoden fortgesetzt. Direkt an die Ausstrahlung der neusten Folge schließt die Begleittalkshow „Wolf Watch“ an, die von Jill Wagner moderiert wird. Neben Gesprächen mit aktuellen und ehemaligen Darstellern der Serie, werden Einspieler und eine Vorschau auf die nächste Folge gezeigt. Vom 23. Juni bis zum 8. September 2014 wurde die vierte Staffel auf MTV ausgestrahlt. Die 5. Staffel wurde ab Juni 2015 ausgestrahlt. Wobei die fünfte Staffel in zwei Teile geteilt wurde. Die ersten 10 Episoden liefen vom 29. Juni 2015 bis zum 24. August 2015 die restlichen 10 Episoden liefen, nach einer dreimonatigen Pause, vom 5. Januar 2016 bis zum 8. März 2016.
Deutschsprachiger Raum
Der österreichische Privatsender ATV2 sendete die erste Staffel der Serie zwischen dem 13. Januar und dem 7. April 2013. Die zweite Staffel wurde direkt im Anschluss vom 14. April bis zum 26. Mai 2013 in Doppelfolgen ausgestrahlt. Die dritte Staffel wird seit dem 13. Januar 2015 ausgestrahlt.
In Deutschland zeigte der Free-TV-Sender RTL II die ersten beiden Staffeln zwischen dem 27. Juli und dem 21. September 2013 direkt hintereinander samstags im Dreierpack bzw. Doppelpack. Im Durchschnitt verfolgten 410.000 Zuschauer (5,6 Prozent) der werberelevanten Zielgruppe und 600.000 Zuschauer (2,7 Prozent) des Gesamtpublikums die erste Staffel. Die Quoten der zweiten Staffel waren mit 450.000 Zuschauern (5,1 Prozent) in der werberelevanten Zielgruppe und 630.000 Zuschauern (2,5 Prozent) des Gesamtpublikums gleichermaßen unzufriedenstellend wie die der ersten Staffel. Die Ausstrahlung der dritten Staffel sollte zunächst ab dem 3. Juni 2015 in Doppelfolgen auf RTL II stattfinden. Aufgrund schlechter Quoten verlegt RTL II den Sendeplatz auf Samstagabend. Ab dem 27. Juni soll die Ausstrahlung der 3. Staffel dort fortgeführt werden, wurde jedoch wegen zu niedriger Zuschauer-Quoten vorerst abgesetzt.

## DVD-Veröffentlichung
Deutschland
- Staffel 1 erschien am 31. März 2017
- Staffel 2 erschien am 25. August 2017
- Staffel 3 erschien am 13. Oktober 2017
- Staffel 4 erschien am 23. März 2018
- Staffel 5 erschien am 29. Juni 2018
- Staffel 6 erschien am 30. November 2018

Amazons Streaming-Portal Amazon Video bietet die Staffeln 1 bis 6.20 auf Deutsch als Video-on-Demand an.
Vereinigte Staaten
- Staffel 1 erschien am 22. Mai 2012
- Staffel 2 erschien am 21. Mai 2013
- Staffel 3 Teil 1 erschien am 10. Dezember 2013
- Staffel 3 Teil 2 erschien am 17. Juni 2014
- Staffel 4 erschien am 9. Juni 2015
- Staffel 5 Teil 1 erschien 2015
- Staffel 5 Teil 2 erschien 2016
- Staffel 6 Teil 1 erschien 2017
- Staffel 6 Teil 2 erschien 2017

## Auszeichnungen und Nominierungen
Teen Wolf gewann bei den Teen Choice Awards 2012 die Auszeichnung in der Kategorie Choice Summer TV Show, nachdem es trotz fünf Nominierungen 2011 noch komplett leer ausgegangen war. Tyler Posey bekam zudem 2012 für seine Rolle in Teen Wolf den Teen Choice Award in der Kategorie Choice Summer TV-Star – Male (Männlich). Crystal Reed die in der Kategorie Choice Summer TV-Star – Female (Weiblich) nominiert worden war, ging wiederum leer aus. 2015 gewann die Serie abermals die Auszeichnung in der Kategorie Choice Summer TV Show, und Dylan O’Brien wurde zum Scene Stealer.
Ebenfalls 2012 konnte die Serie den Saturn Award als Beste Jugendserie (Best Youth-Oriented Series on Television) für sich gewinnen. Auch 2013 und 2014 konnte sich die Serie diesen Titel sichern.
| Jahr | Auszeichnung          | Kategorie                                                  | Nominierte/r                                                            | Ergebnis  |
| ---- | --------------------- | ---------------------------------------------------------- | ----------------------------------------------------------------------- | --------- |
| 2011 | Teen Choice Award     | Choice TV Fantasy/Sci-Fi                                   | Choice TV Fantasy/Sci-Fi                                                | Nominiert |
| 2011 | Teen Choice Award     | Choice Summer TV Show                                      | Choice Summer TV Show                                                   | Nominiert |
| 2011 | Teen Choice Award     | Breakout Star                                              | Tyler Posey                                                             | Nominiert |
| 2011 | Teen Choice Award     | Choice Summer TV Star – Male                               | Tyler Posey                                                             | Nominiert |
| 2011 | Teen Choice Award     | Choice Summer TV Star – Female                             | Crystal Reed                                                            | Nominiert |
| 2011 | Teen Choice Award     | Choice TV Actress: Fantasy/Sci-Fi                          | Crystal Reed                                                            | Nominiert |
| 2012 | Saturn Award          | Best Youth-Oriented Series on Television                   | Best Youth-Oriented Series on Television                                | Gewonnen  |
| 2012 | Teen Choice Award     | Choice Summer TV Show                                      | Choice Summer TV Show                                                   | Gewonnen  |
| 2012 | Teen Choice Award     | Choice Summer TV Star – Male                               | Tyler Posey                                                             | Gewonnen  |
| 2012 | Teen Choice Award     | Choice Summer TV Star – Female                             | Crystal Reed                                                            | Nominiert |
| 2012 | Imagen Award          | Best Actor/Television                                      | Tyler Posey                                                             | Nominiert |
| 2012 | ALMA Award            | Favorite TV Actor – Leading Role                           | Tyler Posey                                                             | Gewonnen  |
| 2013 | Saturn Award          | Best Youth-Oriented Series on Television                   | Best Youth-Oriented Series on Television                                | Gewonnen  |
| 2013 | Young Hollywood Award | Best Ensemble                                              | Tyler Posey, Crystal Reed, Dylan O’Brien, Tyler Hoechlin, Holland Roden | Gewonnen  |
| 2013 | Teen Choice Award     | Choice Summer TV Show                                      | Choice Summer TV Show                                                   | Nominiert |
| 2013 | Teen Choice Award     | Choice Summer TV Star – Male                               | Tyler Posey                                                             | Nominiert |
| 2014 | Saturn Award          | Best Youth-Oriented Series on Television                   | Best Youth-Oriented Series on Television                                | Gewonnen  |
| 2014 | Teen Choice Award     | Choice TV Show: Fantasy/Sci-Fi                             | Choice TV Show: Fantasy/Sci-Fi                                          | Nominiert |
| 2014 | Teen Choice Award     | Choice Summer TV Star: Male                                | Tyler Posey                                                             | Nominiert |
| 2014 | Teen Choice Award     | Choice TV Actor: Fantasy/Sci-Fi                            | Tyler Posey                                                             | Nominiert |
| 2014 | Teen Choice Award     | Choice TV: Male Scene Stealer                              | Tyler Hoechlin                                                          | Gewonnen  |
| 2014 | Teen Choice Award     | Choice TV: Villain                                         | Dylan O’Brien                                                           | Gewonnen  |
| 2015 | Saturn Award          | Best Youth-Oriented Series on Television                   | Best Youth-Oriented Series on Television                                | Nominiert |
| 2015 | Saturn Award          | Best Performance by a Younger Actor in a Television Series | Tyler Posey                                                             | Nominiert |
| 2015 | Teen Choice Award     | Choice Summer TV Show                                      | Choice Summer TV Show                                                   | Gewonnen  |
| 2015 | Teen Choice Award     | Choice Summer TV Star: Male                                | Tyler Posey                                                             | Nominiert |
| 2015 | Teen Choice Award     | Choice TV: Scene Stealer                                   | Dylan O’Brien                                                           | Gewonnen  |
| 2015 | Teen Choice Award     | Choice TV: Villain                                         | The Dread Doctors                                                       | Nominiert |

## Spin-off
Noch vor der amerikanischen Veröffentlichung der Finalen 10 Folgen der sechsten Staffel kündigte der MTV-Chef Chris McCarthy ein Spin-Off der Serie an.
Am 15. Februar 2022 wurde bestätigt, dass mit den Dreharbeiten zu einem Teen Wolf Film begonnen wurden. Unter anderem wurde die Rückkehr von Tyler Posey, Holland Roden, Shelley Hennig, Crystal Reed und Dylan Sprayberry bestätigt. In einem ersten Trailer waren unter anderem auch Tyler Hoechlin, JR Bourne, Linden Ashby und Melissa Ponzio zu sehen.
Der von Russkk Mulcay inszenierte Film mit dem Titel Teen Wolf: The Movie wurde im Januar 2023 veröffentlicht.